# 朗豪坊 (商場)
朗豪坊（英語：Langham Place）位於香港九龍油尖旺區旺角亞皆老街8號，商場樓高15層，面積達60萬平方呎，由鷹君集團興建，於2004年10月落成，11月17日正式對外開放，是該區的著名地標建築之一。該商場於2005年1月25日正式開幕後，徹底改變了旺角砵蘭街附近的面貌，原本治安和衛生欠佳的砵蘭街，蛻變成名店林立的街道，帶動零售和旅遊業發展，而該處的地舖租金亦相應地提升。
朗豪坊購物商場是朗豪坊綜合發展項目的一部分，毗鄰朗豪坊辦公大樓和舊稱「旺角朗豪酒店」的香港康得思酒店。

## 歷史
2004年2月，商場全數樓面已獲洽租，商場呎租介乎50至300元。當時正挑選租客，預計一至二個月內可落實租務，除UA院線外，暫未與商戶簽署租約。由於招租反應理想，集團有意把部分低層寫字樓約六萬方呎樓面轉作商場，最終能否落實，須視乎政府批出的補地價金額。
2004年3月，迪生創建看準國內遊客在旺角的高檔消費市場潛力，宣布將斥資逾5千萬元於朗豪坊開設西武百貨及「迪生鐘錶珠寶」精品店。同年5月，大型時裝連鎖店I.T亦已落實租用3樓及5樓，開設兩間總面積逾二萬方呎分店，3樓分店將配合商場要求，出售較高檔的貨品，風格較為成熟；5樓分店的風格將以年輕及日本化為主。鷹君於9月表示商場有近75%商戶是首次踏足旺角，開拓消費市場。
2004年11月1日，位於一樓及二樓的朗豪坊西武率先試業，並於11月5日中午十二時舉行揭幕禮，近百人於下午3時在西武門外等候正式開張營業。部分市民表示，購物中心集中了大量名店，以後購物更方便。有市民光顧時，與同行友人緬懷商場原址的舊旺角光景。亦有市民批評西武面積較想像中細，貨品陳列較擠迫。商場於11月17日正式開幕。
2014年，朗豪坊有36%面積租約到期，除已簽約、天馬娛樂的新戲院取代UA戲院外，時裝店UNIQLO亦在年底進駐，朗豪坊租務總經理梁惠敏估計，全年平均續租租金升幅，有機會較去年的25%增幅再提高；她滿意商場中檔的定位，未來維持時裝、食肆商店大致比例。

## 商場設計

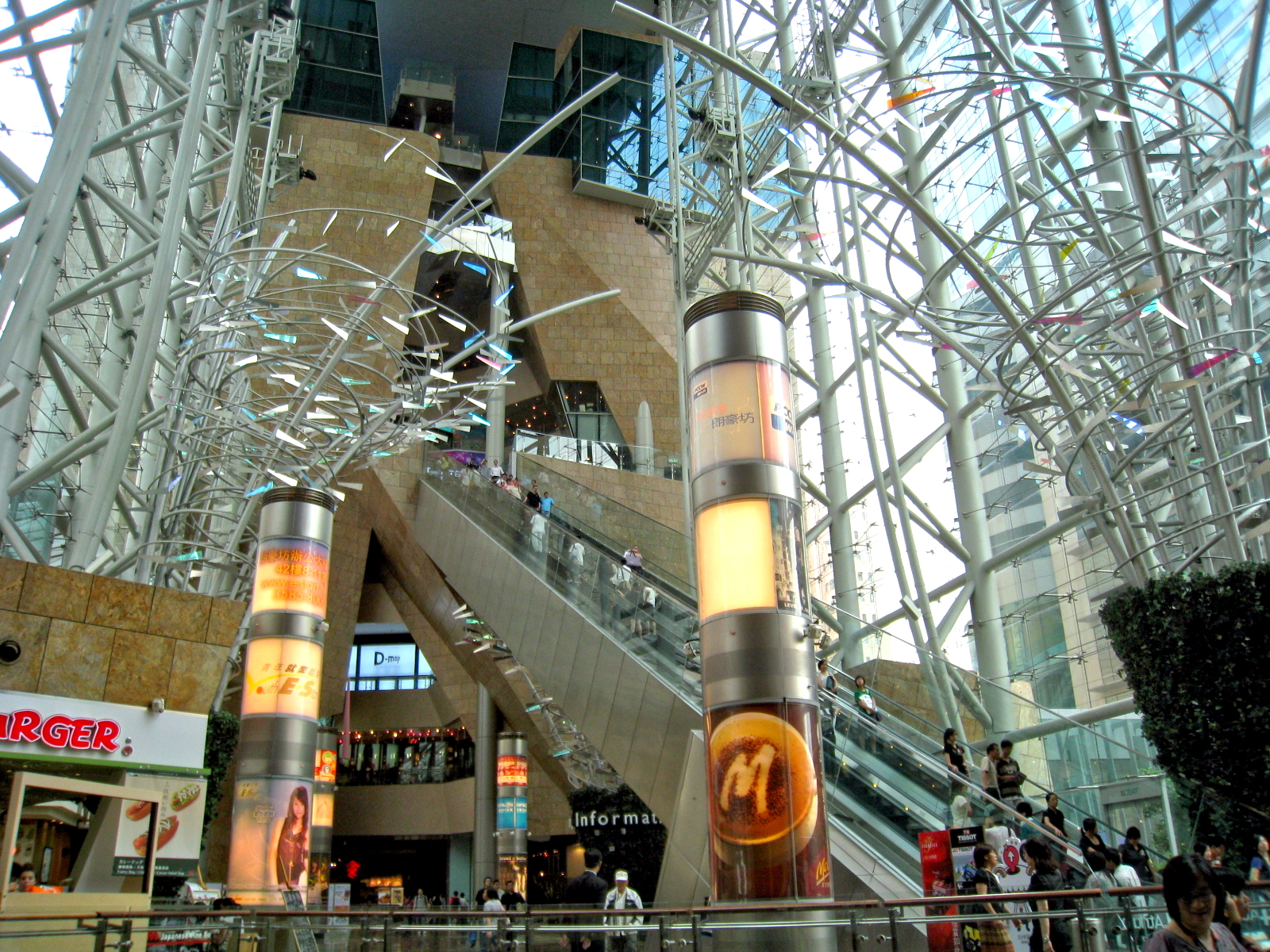
商場4樓通天廣場

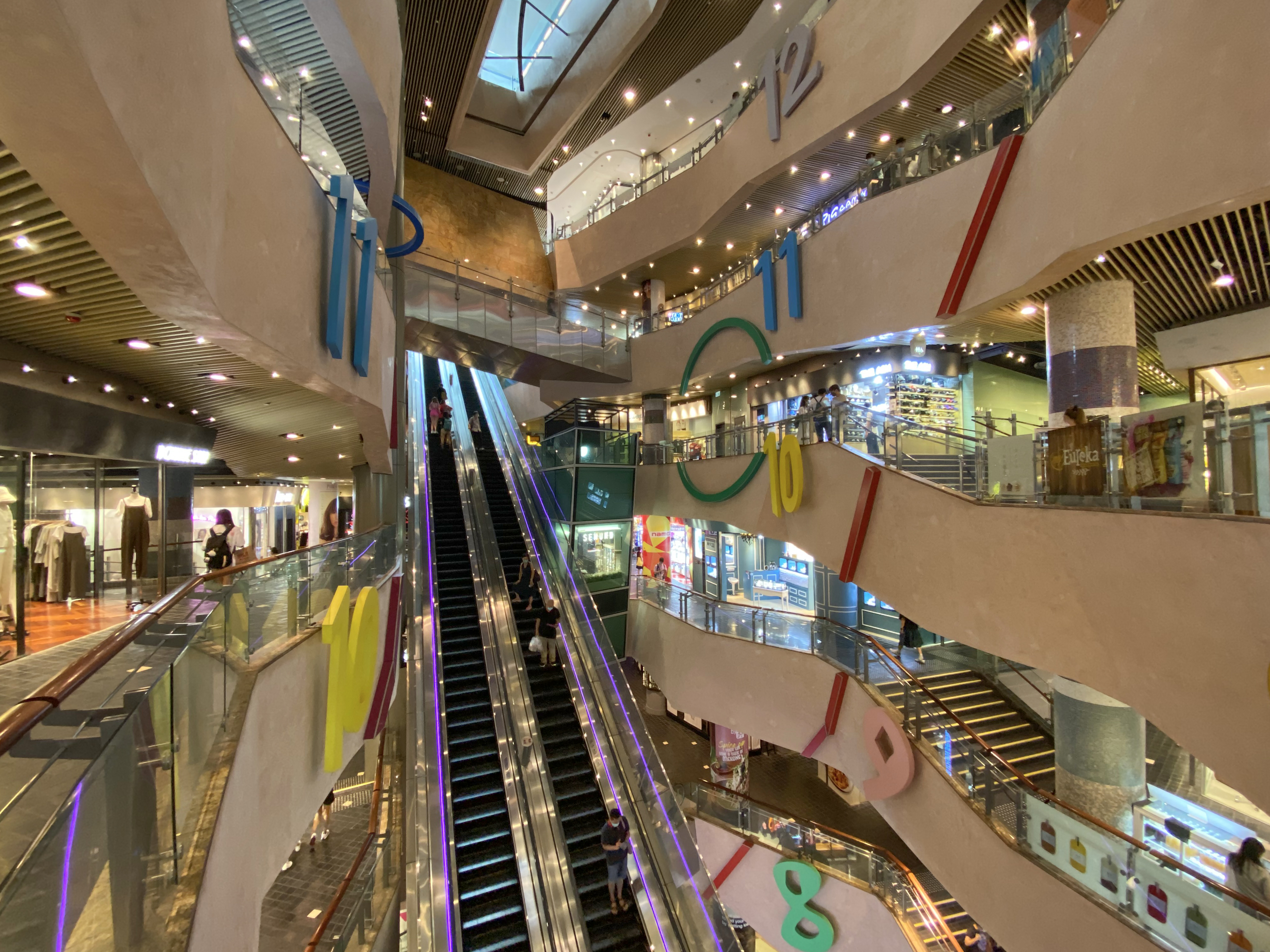
8樓至12樓的通天電梯，外牆的遊走霓紅燈飾由Cork Marcheschi設計

### 外牆
朗豪坊商場部份由The Jerde Partnership日籍建築師Brian Honda負責。商場以「巨石墜落」，作為推廣概念，外牆和內部支柱由巴西開採、再運至台灣進行切割工作。商場外牆除了以堅固大石作建築材料外，另一半就以玻璃幕牆設計，增加透明感。朗豪坊於2005年獲香港工程師學會頒發「卓越結構大獎」。

### 數碼天幕
商場頂部裝有全港第一個數碼天幕，面積達138米×38米，覆蓋整個商場的頂部，由超過50部投影機、200多個揚聲器、近百組特效Wash Light，以約30部電腦自動操縱。天幕時刻播放不同數碼影像，每日的特定時間，或每逢節日，天幕將會播放特別畫面，例如煙花、天象、山水畫等等。即使街外途人，亦可透過玻璃牆身，看到室內數碼特效。

### 通天電梯
商場的4/F至8/F，以及8/F至12/F，架設兩組由奧的斯安裝、總長83米、全港最長之無承托室內扶手電梯，避免遊人在升降機前苦候，或在各層扶手電梯中打困，以疏通人流，把遊人以最快的時間，走至每一家商店。為防止有人惡意按停電梯造成危險，商場開業初期在電梯的頭尾兩端安排保安人員「駐守」。

### 雕塑
商場位於亞皆老街入口前方，放置了一座由美國著名雕塑大師Larry Bell的銅製雕塑Happy Man，雕塑高約30呎，重約6,000磅。商場4樓通天廣場的消防喉位置，則利用鐵枝扭出不同樹枝，映襯整體觀感。

## 樓層分佈

### B2

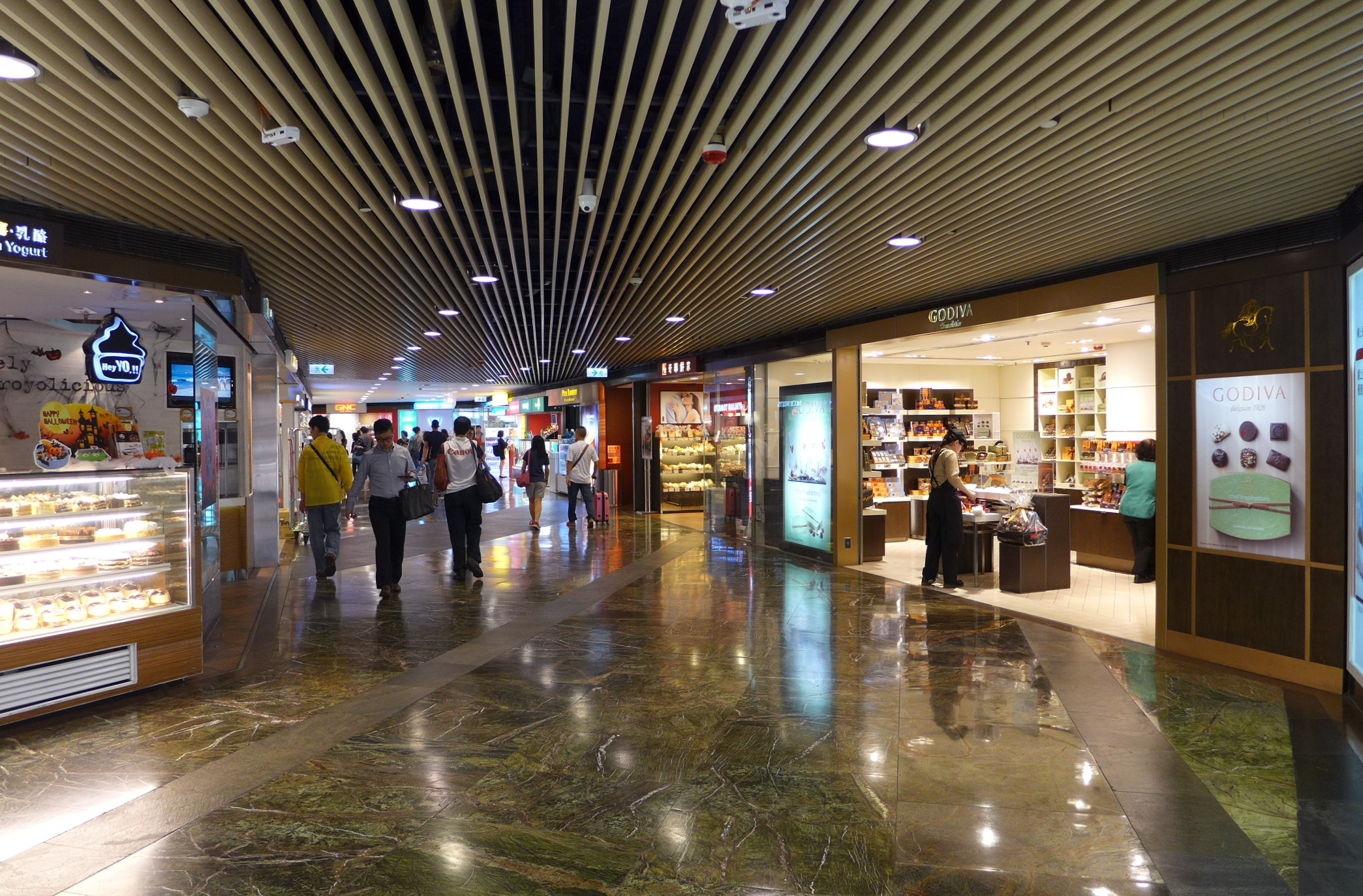
B2層設多間小食店

在商場落成初期主要租戶為銀行、多間化妝品店、眼鏡店、電訊公司及電器店。不過由2006年12月末，業主將部份店舖及通道改建為Market Place by Jasons超級市場（已翻新並改名為Market Place超級市場），其餘的化妝品店及電器店於2007年陸續改為多間小食店。包括奇華餅家、coco frans、聖安娜餅屋、鴻福堂、龍島及GODIVA等。到2015年11月開設全亞洲最大的馬莎食品專門店，佔地3,600平方呎。此層北端連接港鐵旺角站C3出口。

### B1

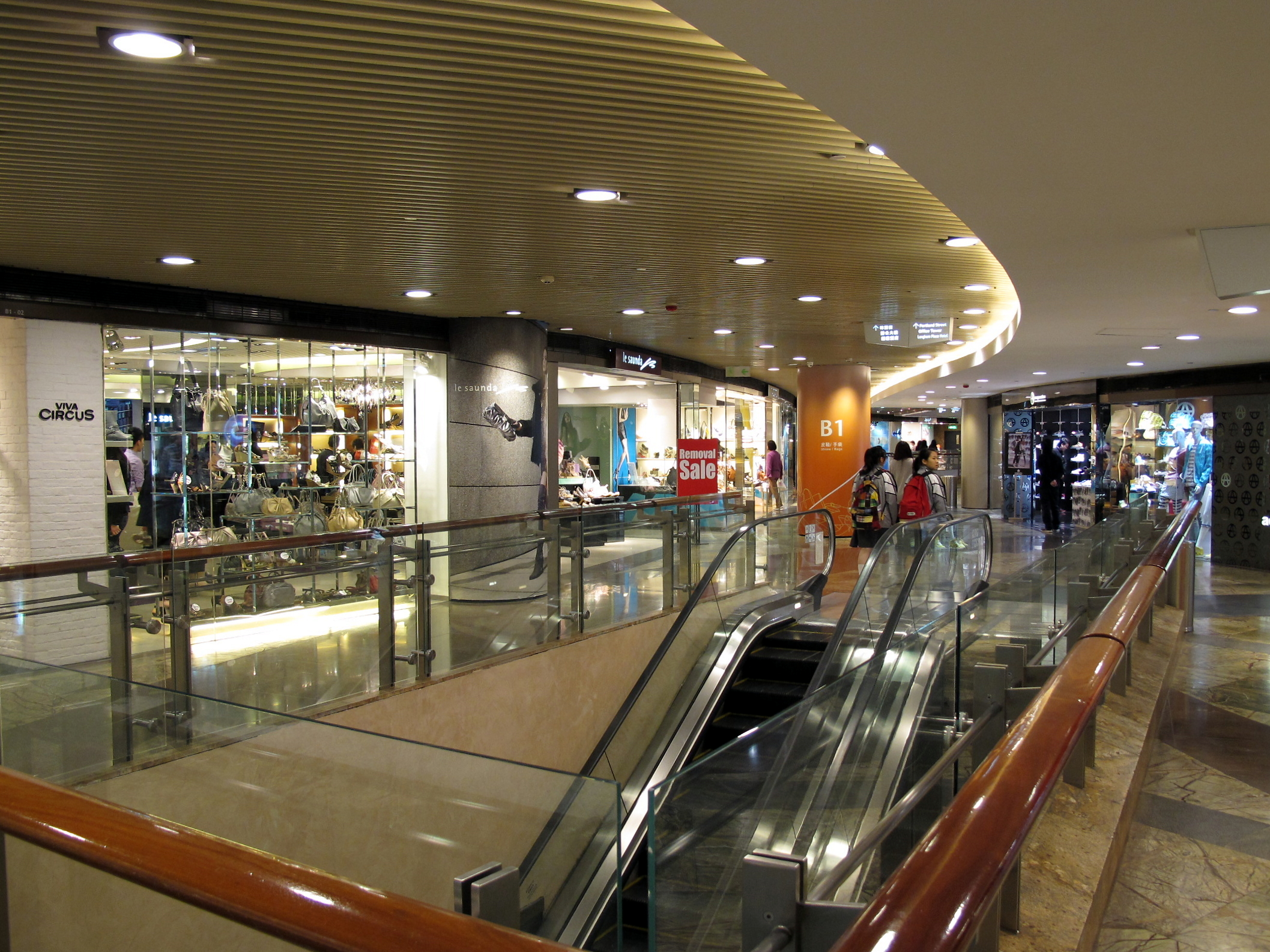
B1層為鞋履專層

B1層為鞋履專層，主要租戶包括MIRABELL、CAMPER、Venilla suite、Clarks Originals、STEVE MADDEN、MILLIE'S及Joy & Peace等。

### L1

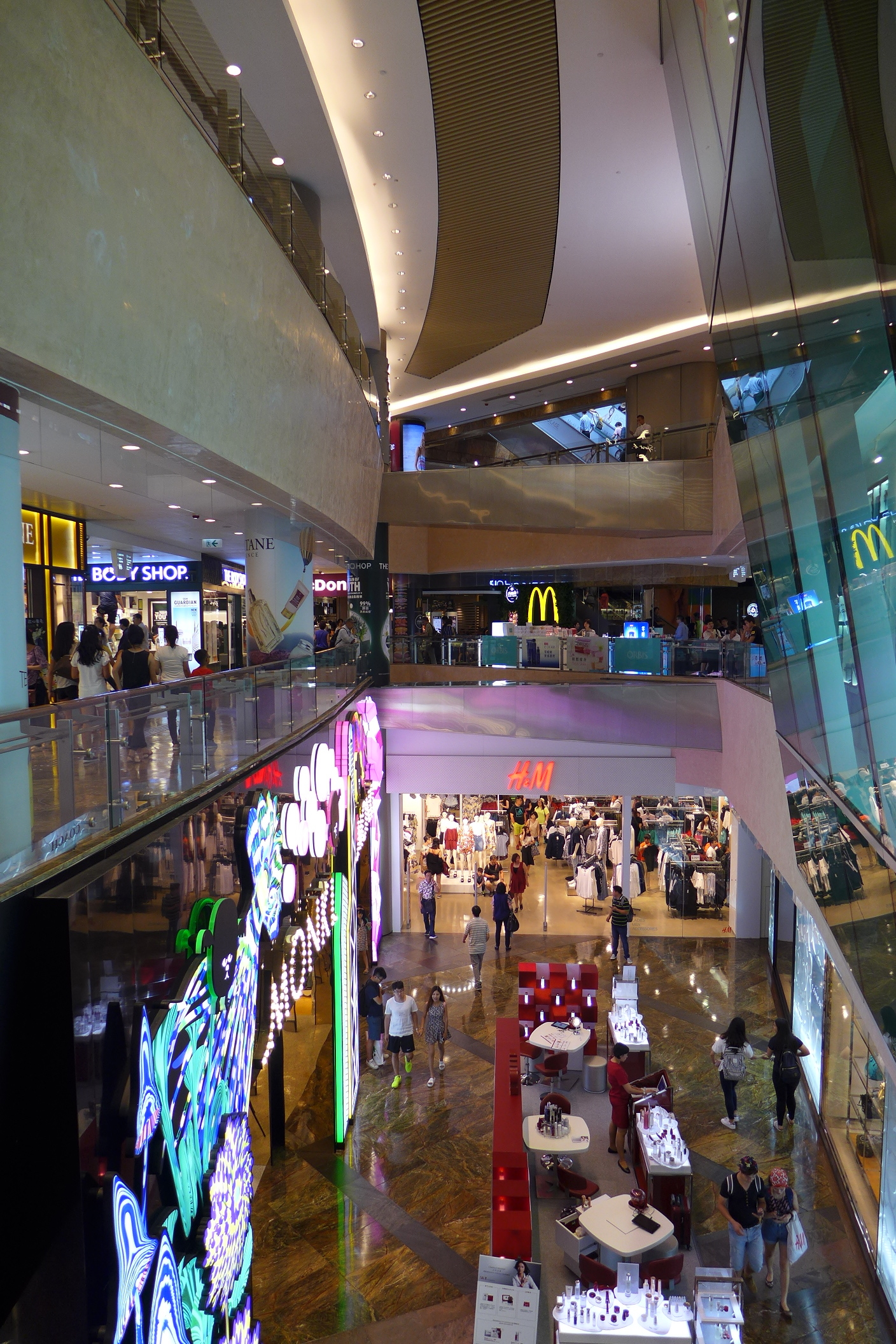
1樓至2樓中庭

1樓以國際服飾為主，早期租戶包括A/X Armani Exchange、西班牙珠寶首飾店ARTĒ Madrid、justgold、jessica及Lesportsac。2007年，鷹君集團將部份商店及亞皆老街正門通道合併為香港第四間H&M分店，佔地1.5萬方呎，於2007年11月開業。另一部份為面積近2萬呎的朗豪坊西武，地下一層召集了22家化妝品品牌，包括Anna Sui、 Biotherm、 Gucci Fragrance等。2013年9月17日結業後變為純美容化妝購物熱點「Beauty Avenue」，到2021年中結業，並於2021年11月開設由商場營運的Langham Beauty朗悅點。現時其他租戶包括COACH、施華洛世奇、天梭錶專門店、快圖美及7-11便利店。
2017年，朗豪坊地下29至31號舖H&M租約10月屆滿後由運動品牌Adidas承租。新租金將採用基本租金及營業額分成計算，預計月租共約550萬元，呎租約367元。

### L2
2樓為美容專層，主要租戶包括AVEDA、Kiehl's、L'OCCITANE、Fresh、FANCL、Make Up For Ever、THE BODY SHOP、LANEIGE、BIODERMA、PAUL & JOE及NARS等。商場南部原開設百武百貨，其後改為Beauty Avenue，並於2021年中結業。
該層設行人天橋通往旺角綜合大樓。

### L3
3樓為時尚服飾專層，主要租戶包括agnès b.、Calvin Klein Jeans、Cath Kidston、EVISU、Levi's、PANDORA、Vivienne Westwood、亮視點及i.t.等。G2000於2016年結業後改為LINE Shop。餐廳為美心旗下的八月軒。

### L4A
L4A層前稱 4Atrium, 為餐廳及美食廣場專層。通天廣場範圍除可作宣傳活動外，亦設4間食肆。包括四洲集團特許經營的Suage北海道湯咖喱、美心食品集團特許經營的星巴克、i CREMERiA及81番。其他餐廳包括Passion by Gérard Duboi、滿記甜品、池記、HOLLY BROWN Coffee、Yum Cha 飲茶及Beans。美食廣場內設5間餐廳。而往朗豪坊辦公大樓的扶手電梯設double-park及awfully chocolate。該層設行人天橋通往香港康得思酒店。

### L5

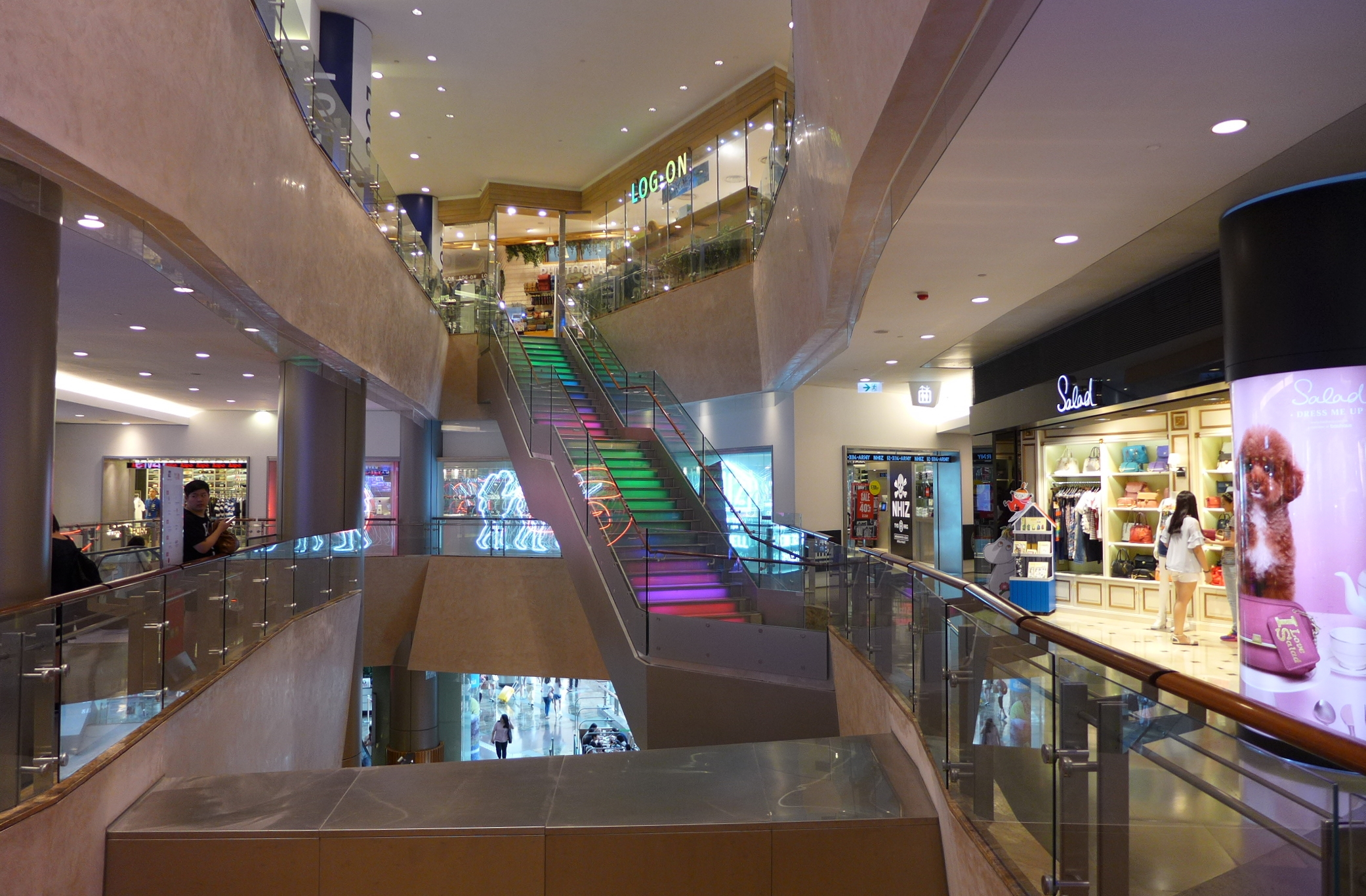
5樓往6樓樓梯

5樓為潮流服飾專層，主要租戶包括Bauhaus、Salad、Chevignon、AVENUE 1218、Herschel及UNIQLO。其中通道範圍於2005年開設extravaganza，到2012年改為AAPE。該層設樓梯往6樓。

### L6
6樓為潮流服飾專層，主要租戶包括American Eagle Outfitters、VANS、SUGERMAN、CATALOG及StayReal。其中往5樓樓梯的通道於2007年開設D-mop，到2010年改為LOG-ON。

### L7
7樓為運動服飾專層，樓底達4米高，租戶包括足球概念店Futbol Trend、adidas、Nike、Columbia Sportswear Company、Timberland、馬拉松及約6,500平方呎的面積的無印良品。餐廳為叙福樓集團旗下的好呷台灣火鍋。該層亦設大樓梯往8樓。

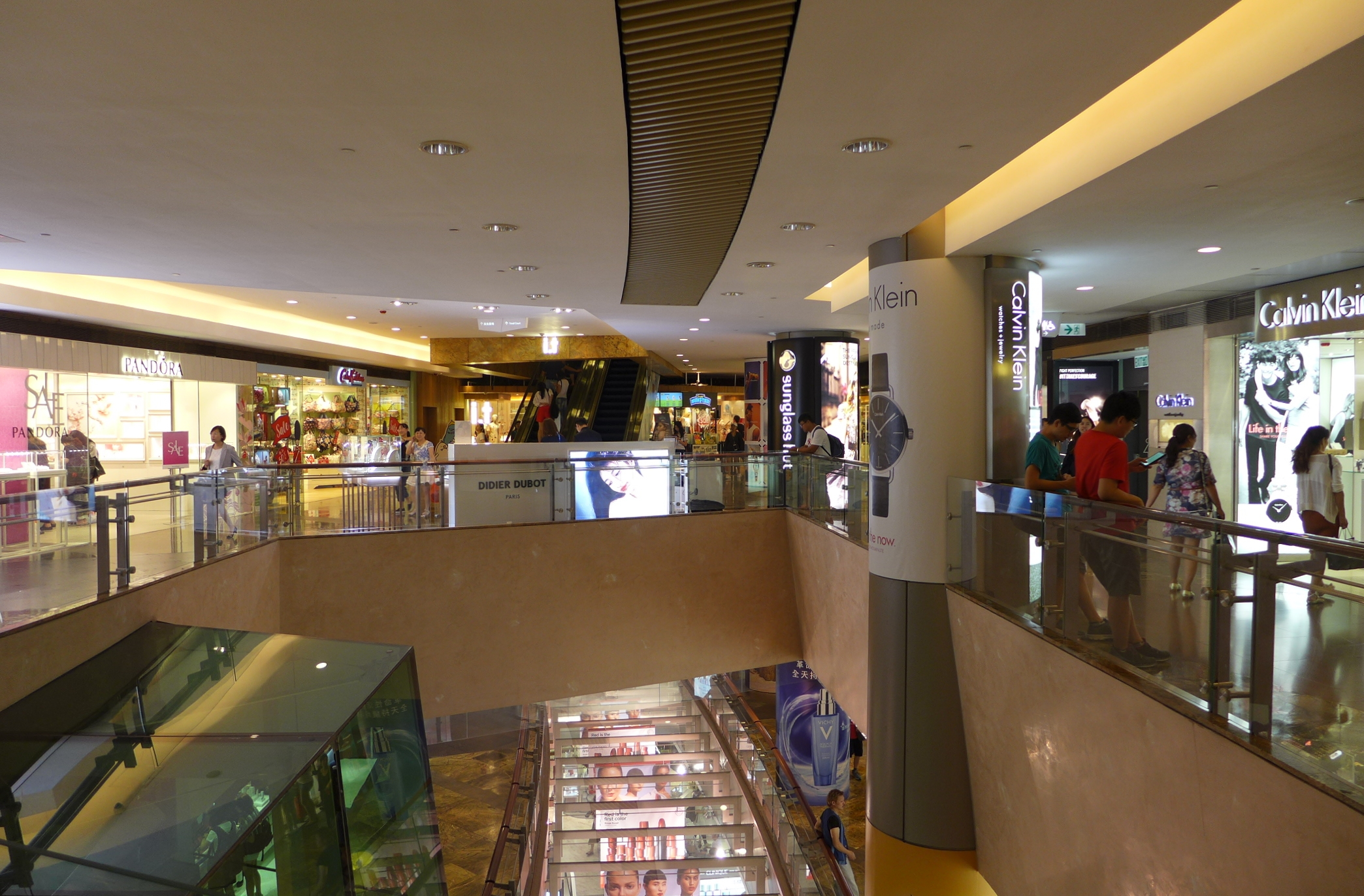
3樓商店（2016年）
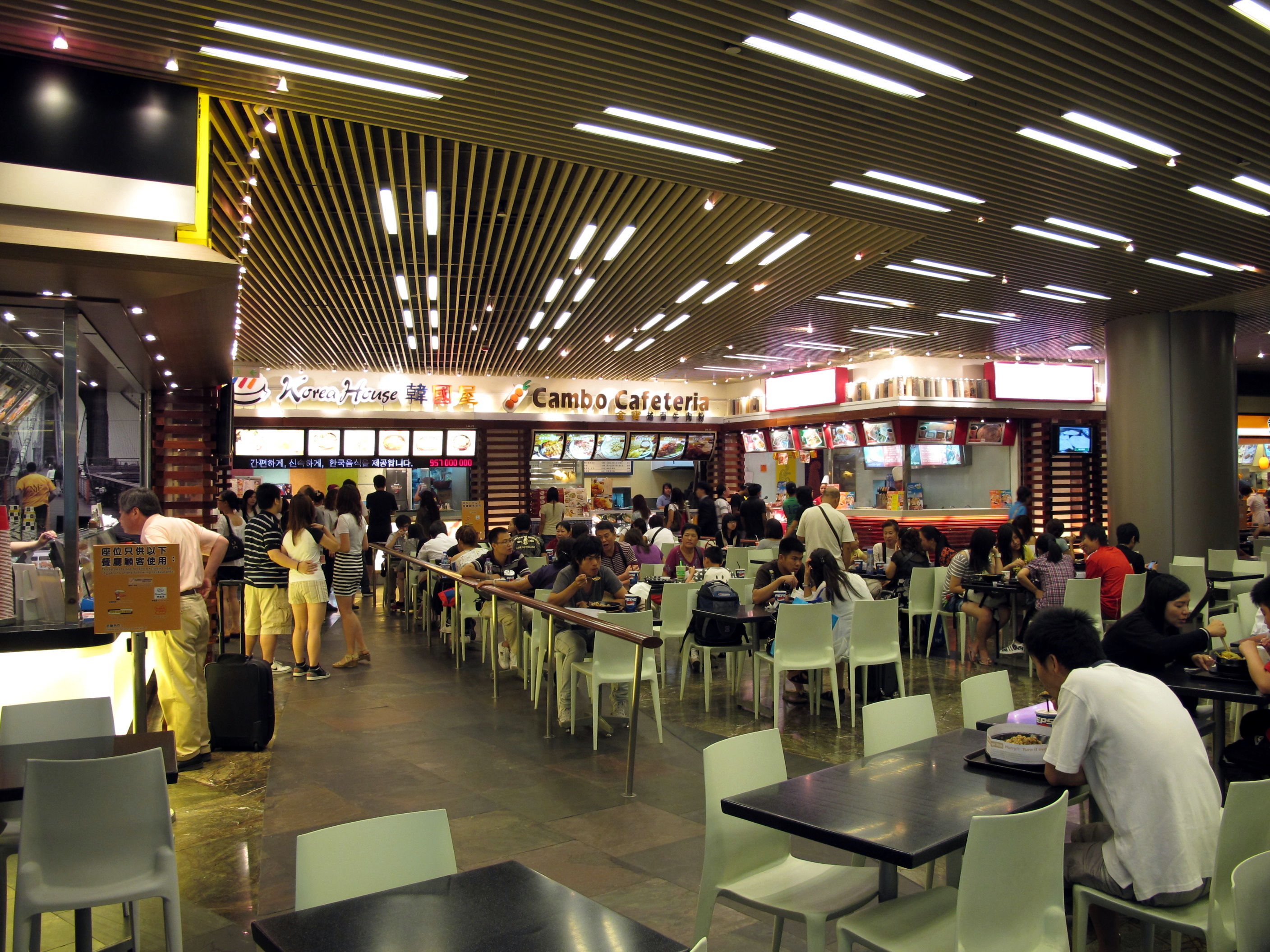
4A樓美食廣場（2010年）
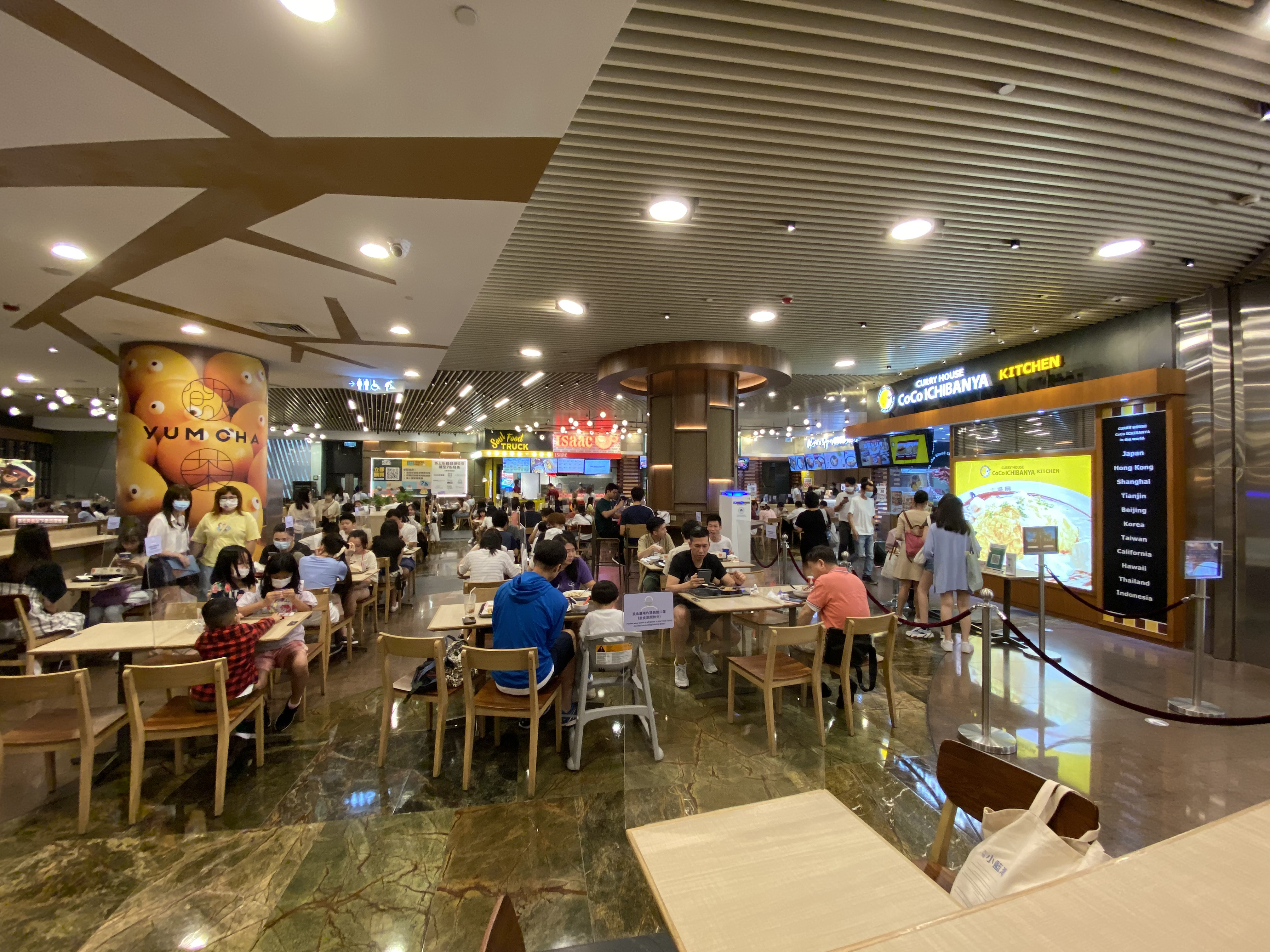
4A樓進行簡單翻新後的美食廣場（2021年）
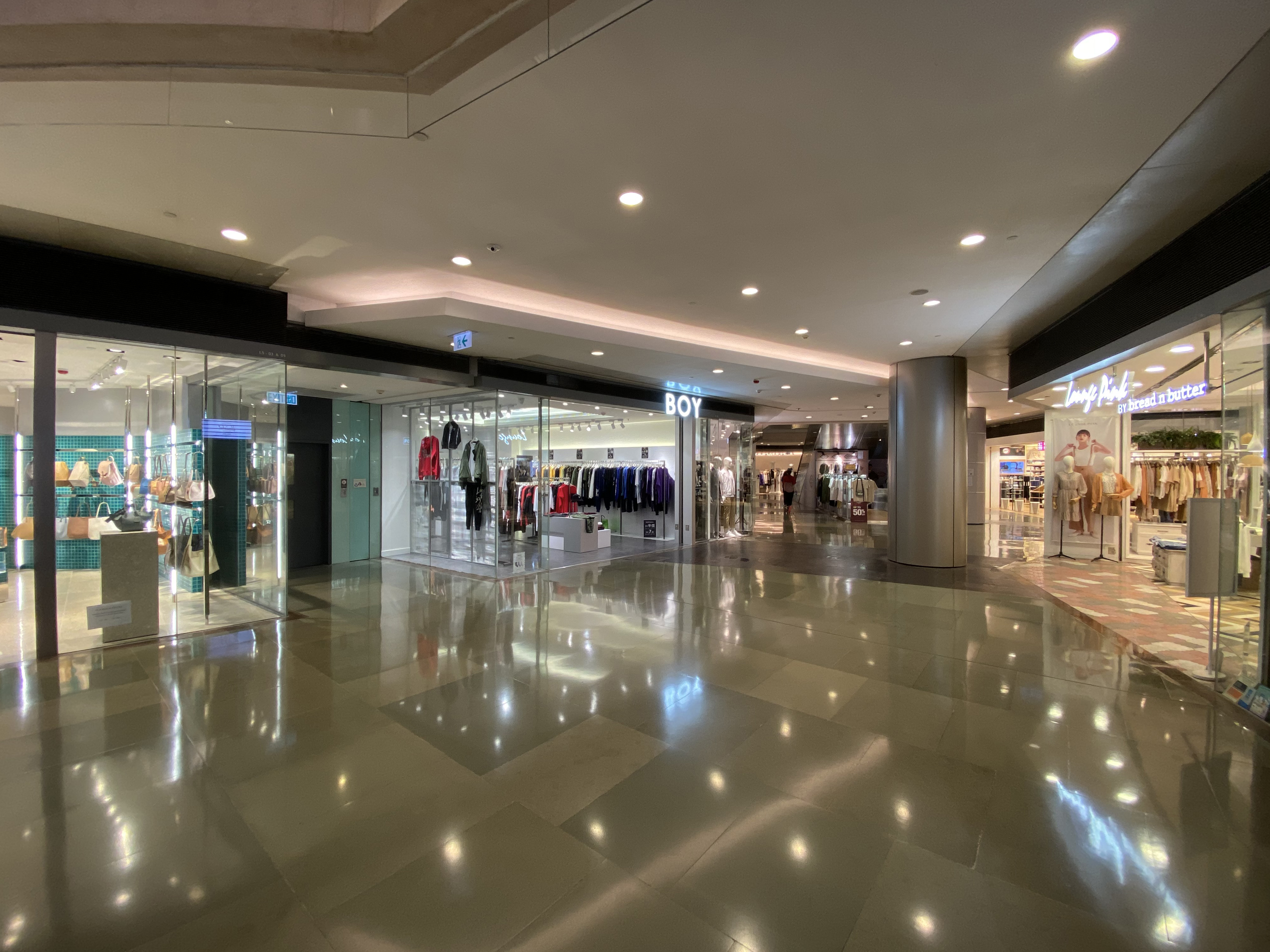
5樓商店（2021年）
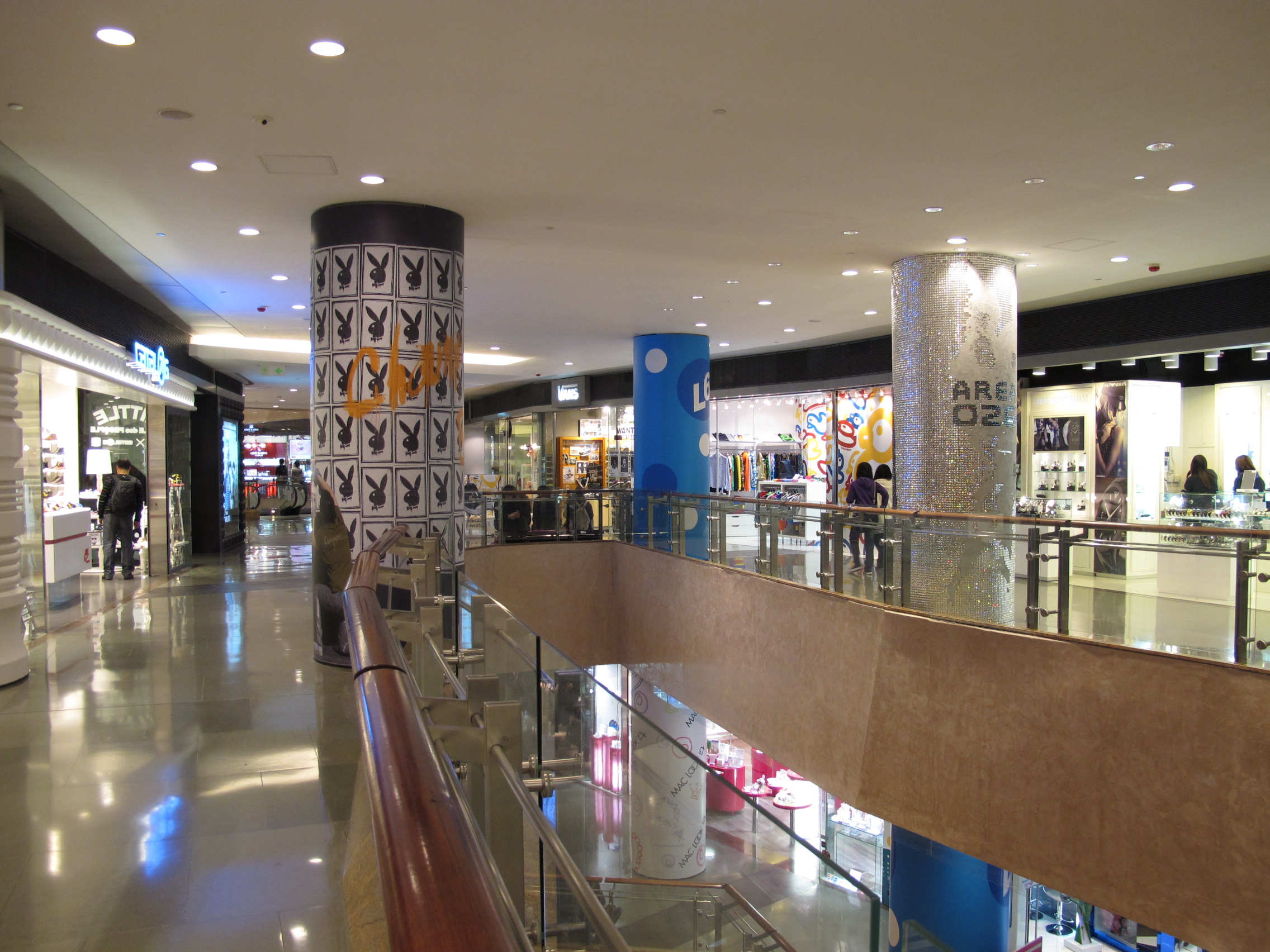
6樓商店（2012年）
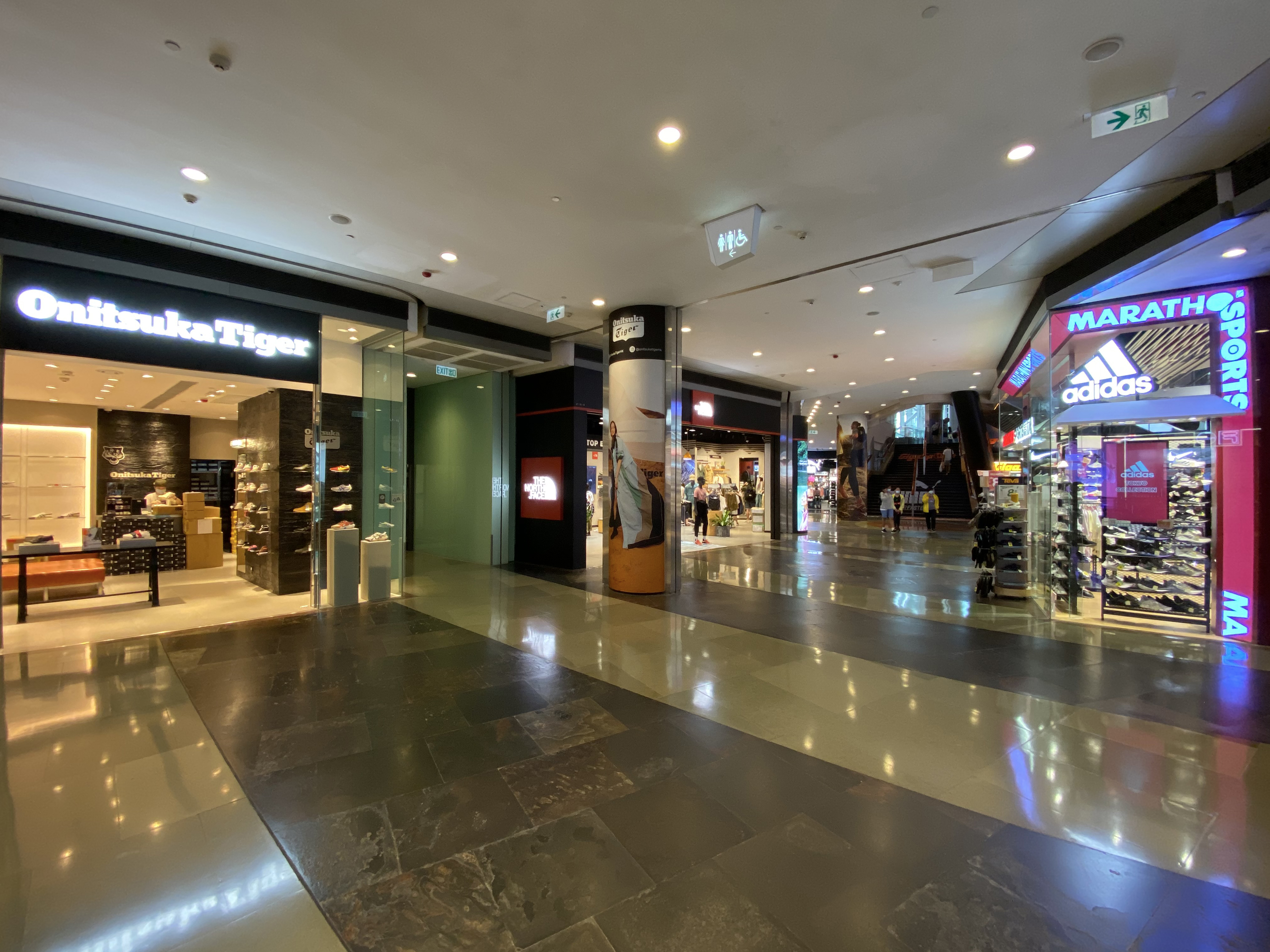
7樓商店（2021年）

### The Spiral（8-12樓）

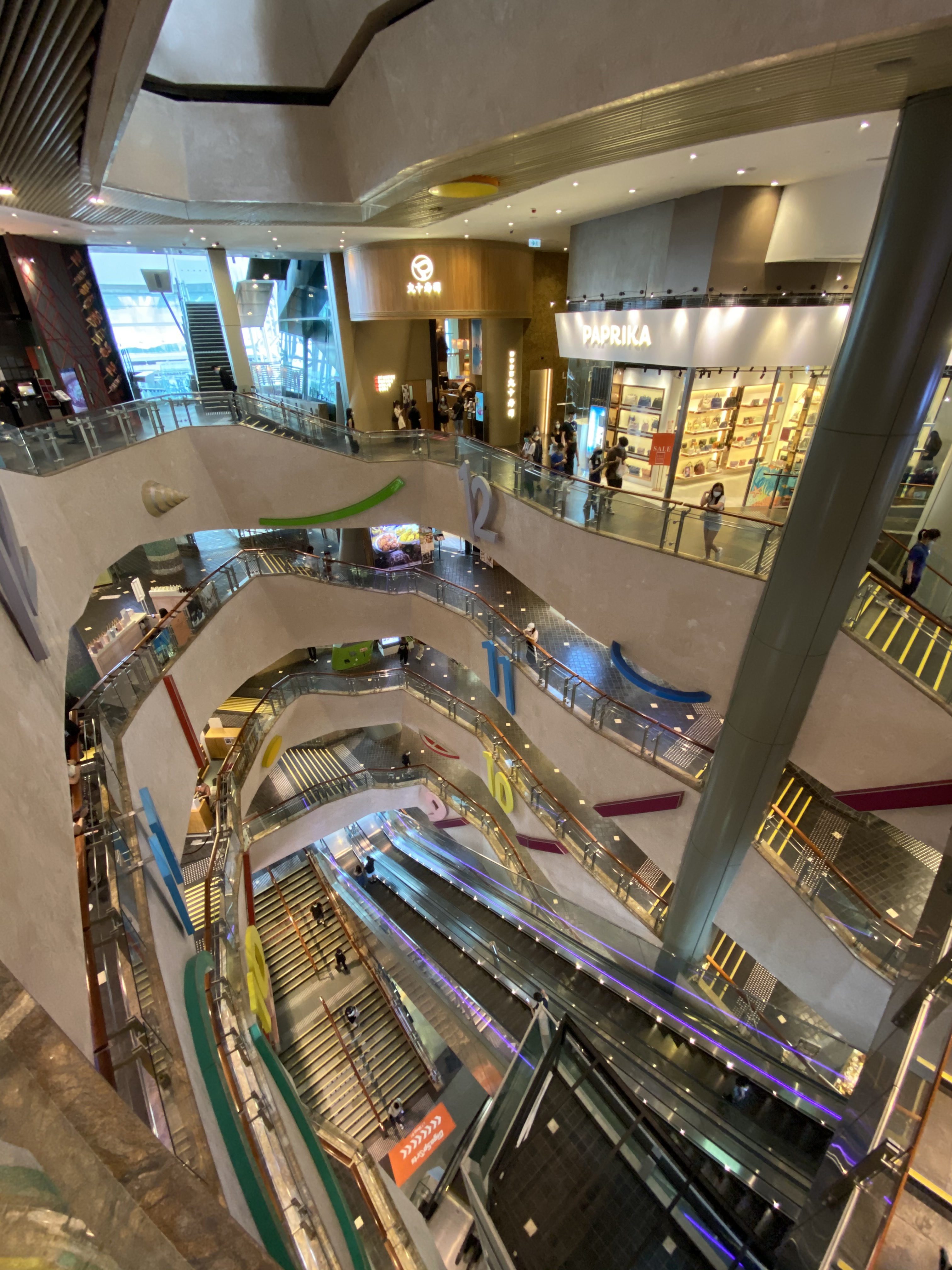
The Spiral中庭

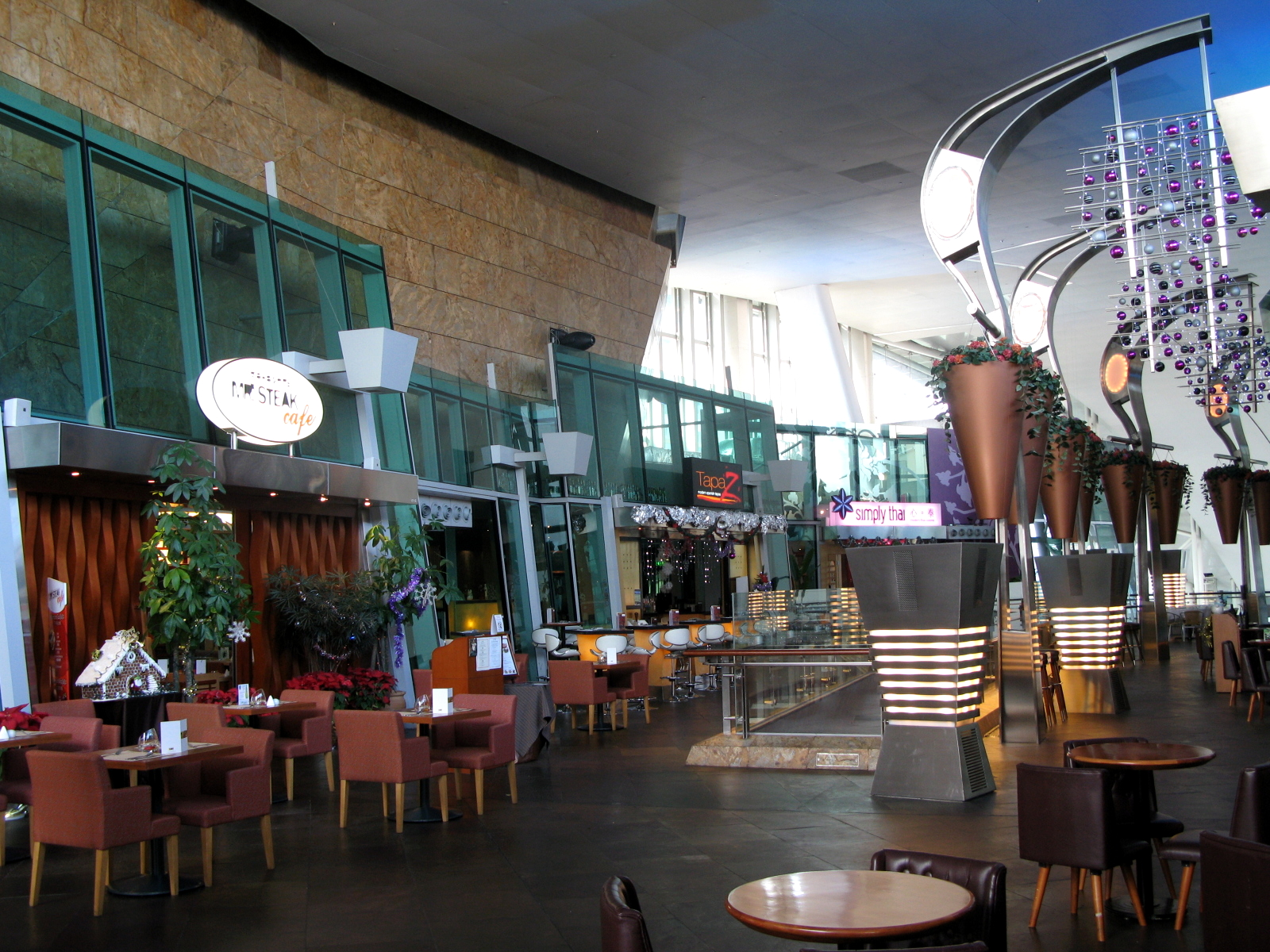
The OZone（12-13樓）

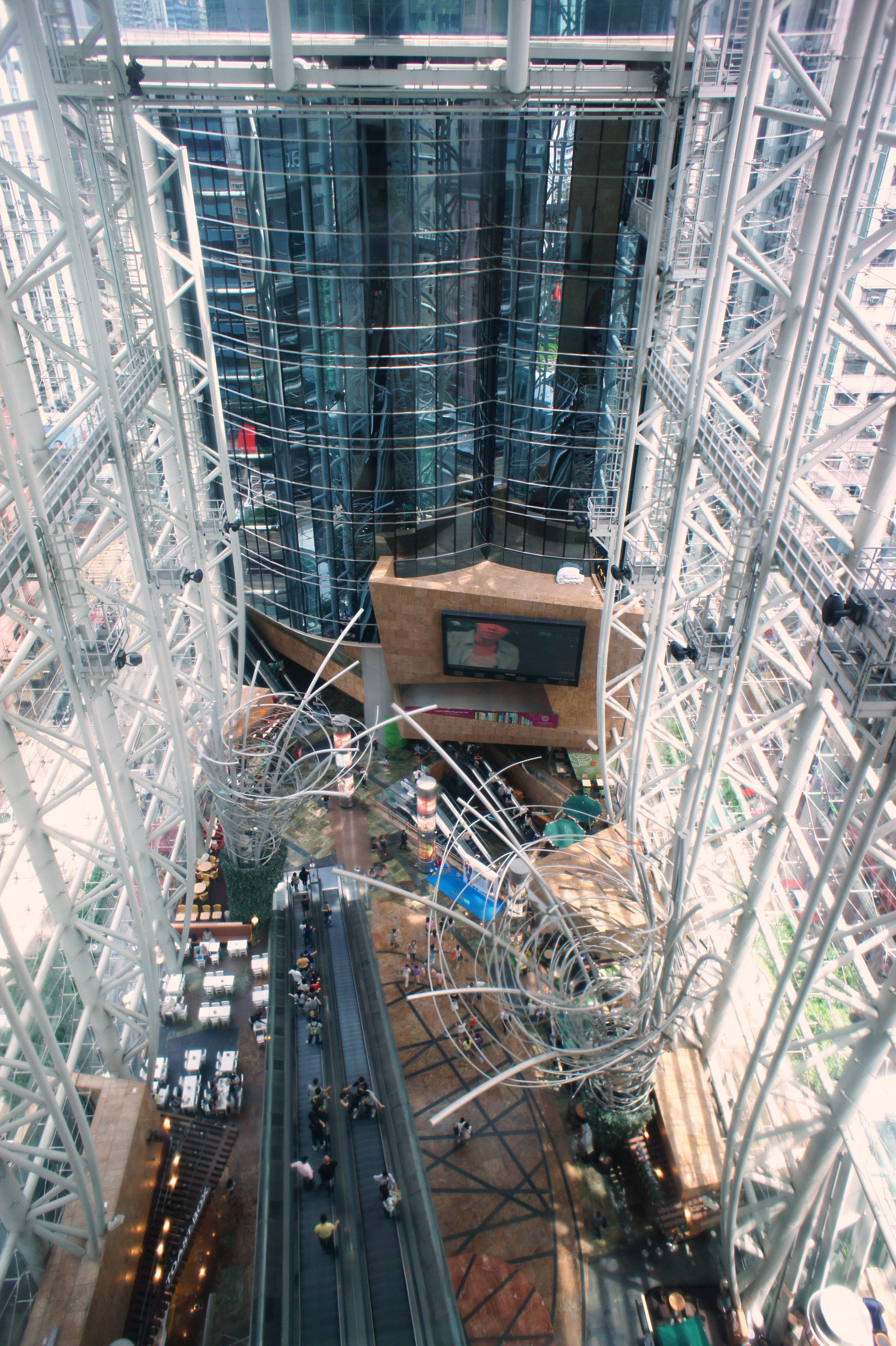
從The Spiral望向通天廣場

The Spiral佔地5層（8-12樓），採用螺旋購物廊設計，各層之間沒有電梯連接，在商場落成初期由107間小型獨立商店組成，概念是將旺角街邊的細舖搬進商場內，商店以時裝、精品、電子產品、創意產品（如自製精品）等為主。但到了2005年年初，不少租戶叫苦連天，慨嘆人潮不及附近低檔次商場，而且燈光較其他樓層暗，收入僅僅足夠應付租金，要求提早撤離。
由於陸續有商戶退租，鷹君集團於2006年7月宣佈斥資4,000萬港元，將8樓至12樓的「TheSpiral」樓層的商舖，由面積80至120方呎的細舖，透過合併和重新組合，擴大至面積200至600方呎的大舖，商舖數目亦由107間減少至47間；此外也加強通道燈光，改善租戶環境，重組商戶計畫於2007年暑假完成。
現時主要商戶包括TITICACA、B.DUCK、adlib、Namco、dokidoki、Bla Bla Bra內衣店、too cool for school及80M巴士專門店。食肆為euro go go、Antoshimo Cafe & Bakery、Ishiyaki + Cafe、紅．蔥頭、韓韓館、The LUXE Seafood Bar & Resto 自助餐廳及Monster Sushi。
UA朗豪坊最大2號及5號院可坐198人，戲院走廊上擺滿各式卡通人物巨型公仔。戲院是2012年票房之冠，按年營業額逾1.1億元。但仍不敵租金加幅，於2014年7月1日結業。到同年11月11日改為天馬娛樂旗下的Cinema City接辦，並簽訂10年長租約，新租每月高達480萬元以上。新戲院共有6間影院，分別提供2D及3D格式、杜比全景聲Dolby Atmos、4DX戲院。香港首家戲院由韓國獨家引入4DX技術，4DX動態座椅設有多方位擺動、飄空、閃光、吹風、氣味、煙霧、水霧、泡泡等各種體感效果，有別於一般視聽體驗。2024年7月22日Cinema City朗豪坊因租約期滿而結束營業，翌日起由百老匯院線以「Gala Cinema」品牌接辦戲院。

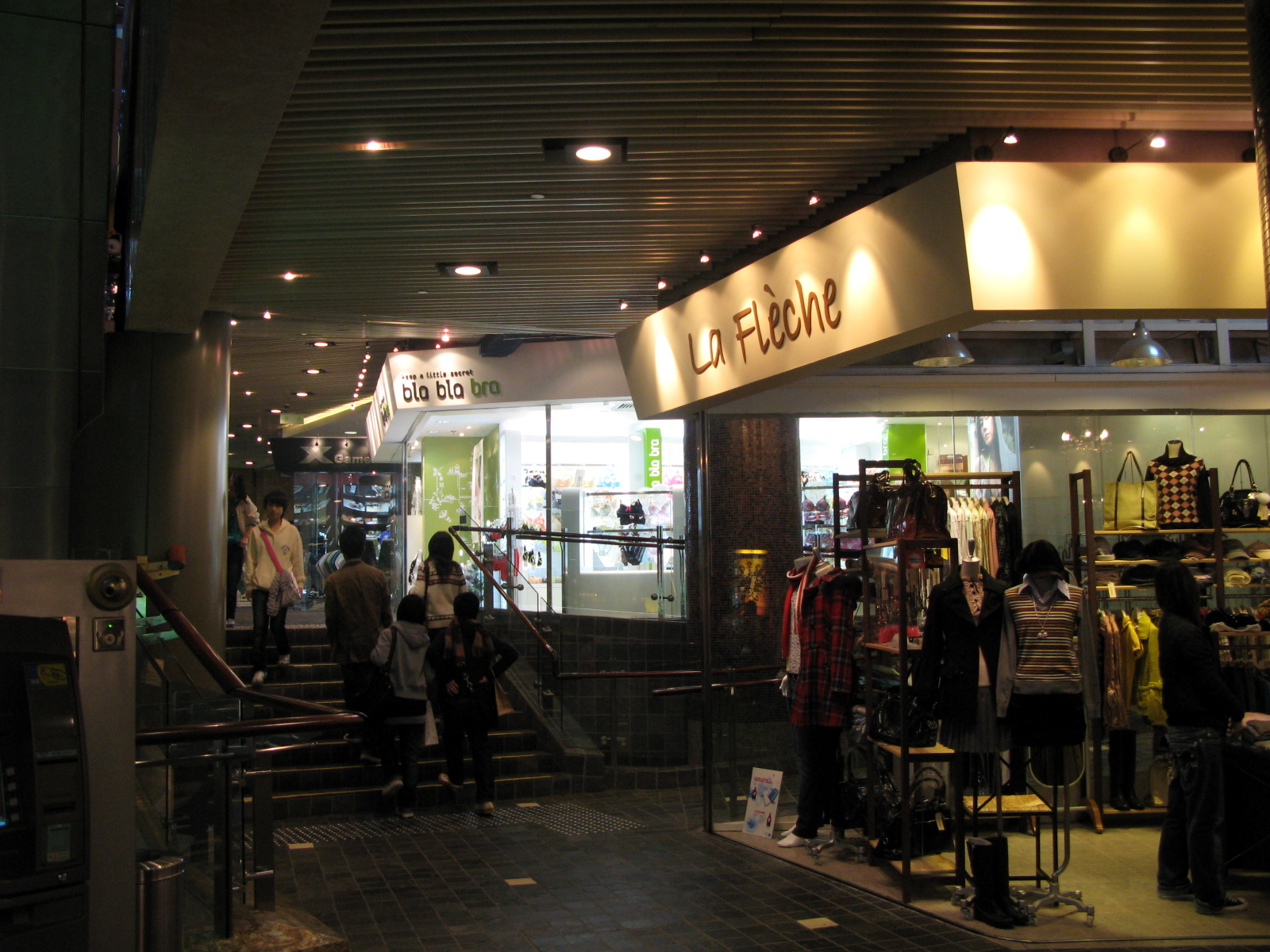
The Spiral以小型獨立商店組成 (2007年)
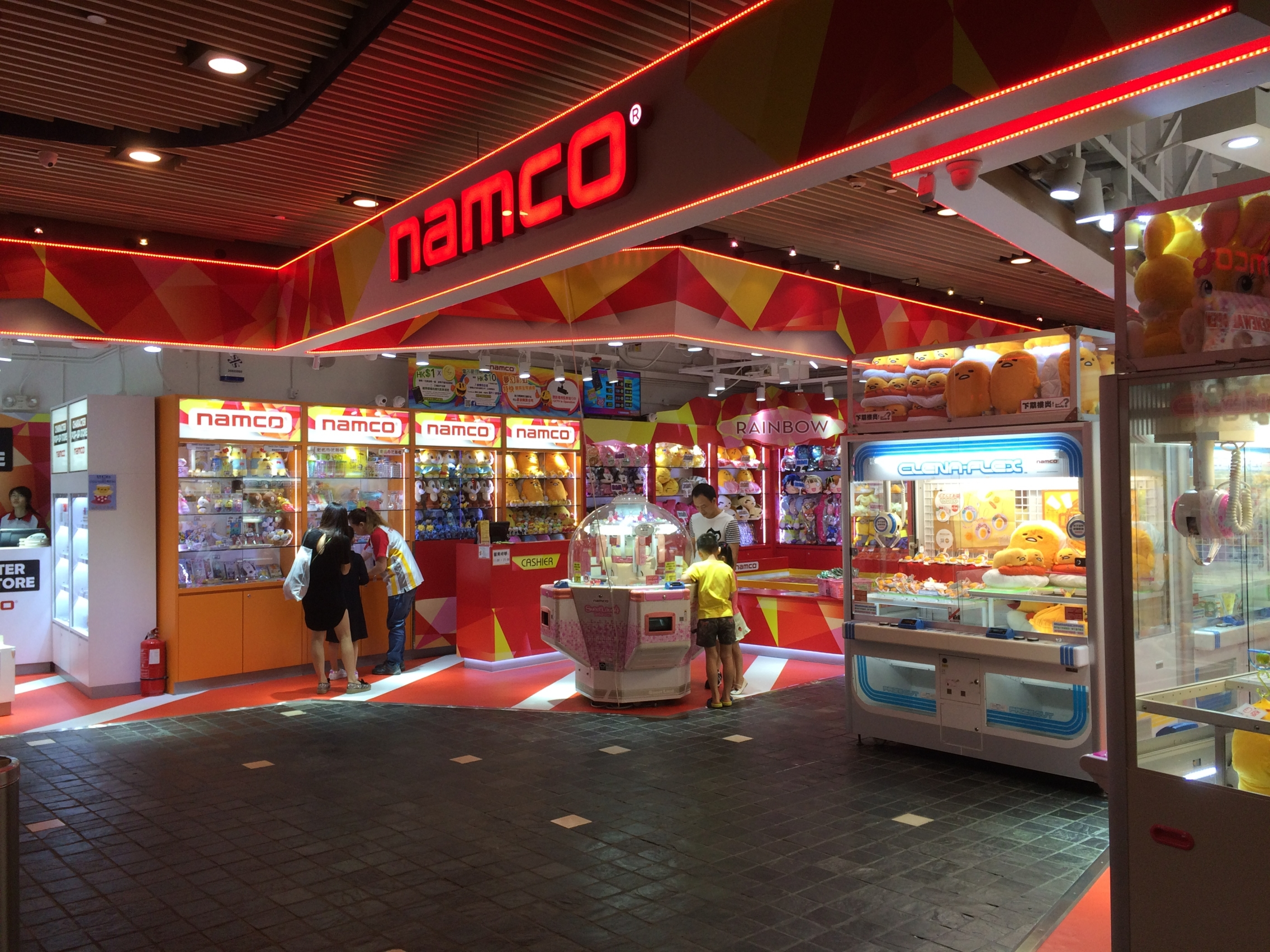
Namco遊戲機中心
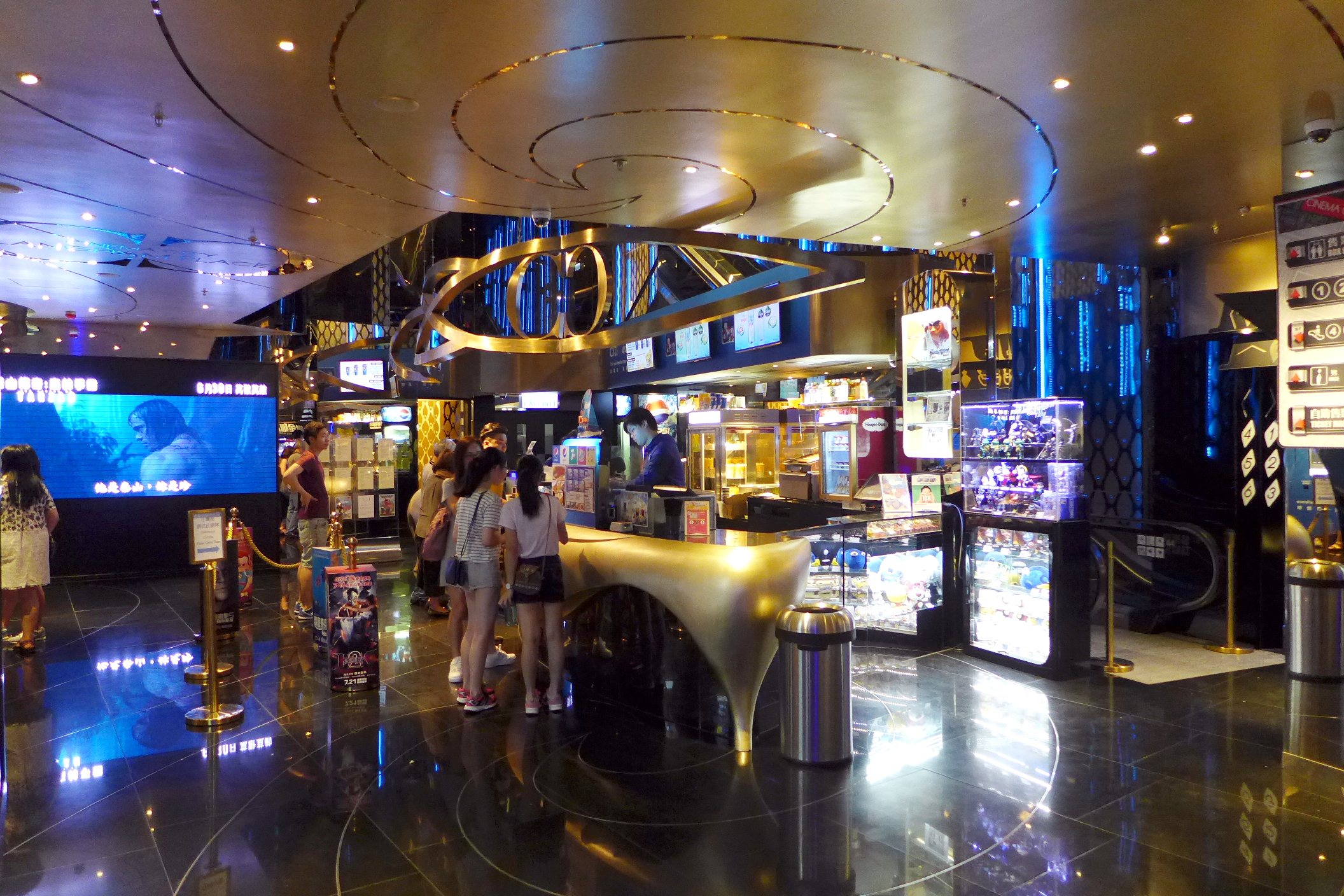
Cinema City朗豪坊
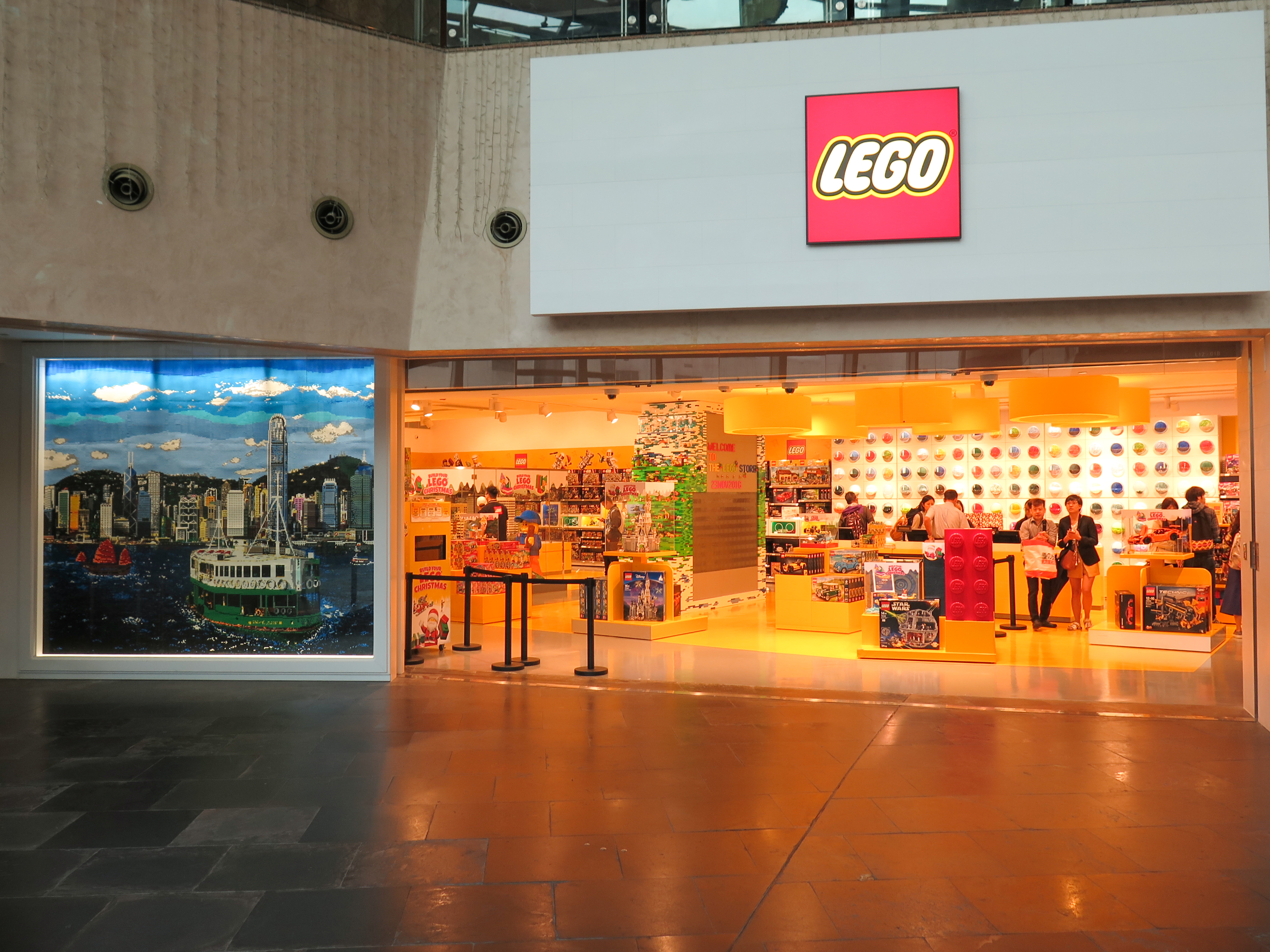
樂高旗艦店

### The OZone（12-13樓）
The OZone 位於商場12樓及13樓，設有九間高級餐廳，每間餐廳有5米高的樓底，以落地玻璃包圍店身。商場早期開設的店舖包括美心集團旗下主打摩登泰菜的TheBasil香葉天、日式咖啡室Suzuki Tokyo Cafe、日式餐廳神魚、中式餐廳酩霞飛及西餐廳Mr.Steak和TapaZ酒吧。成龍和楊受成開設的食肆1212+更是商場唯一橫跨兩層的食肆，佔地一萬呎空間，還設有大舞台，而2005年12月興起之本商場倒數活動亦在2014年12月開始取代昔日海港城在九龍西區之地位，成九龍西區之倒數一哥。
到了2007年起，為配合商場租戶重組，多間食肆陸續結業，只餘下Suzuki Tokyo Cafe、Mr.Steak和Tapaz得以繼續營業。新引入的租戶包括Mr.Steak旗下The Sky Bar酒吧、中式餐廳佳餚店、西餐廳Mes Amis及日式餐廳Monster Sushi。1212+原址改為CD Warehouse。CD Warehouse於2015年結業後，樂高以月租70萬元作旗艦店，佔地7,000呎，在2016年8月18日開業。
2009年10月，朗豪坊邀請全港市民參加「朗豪坊L13命名大賽」，藉此突顯L13潮食地標。

## 流行文化

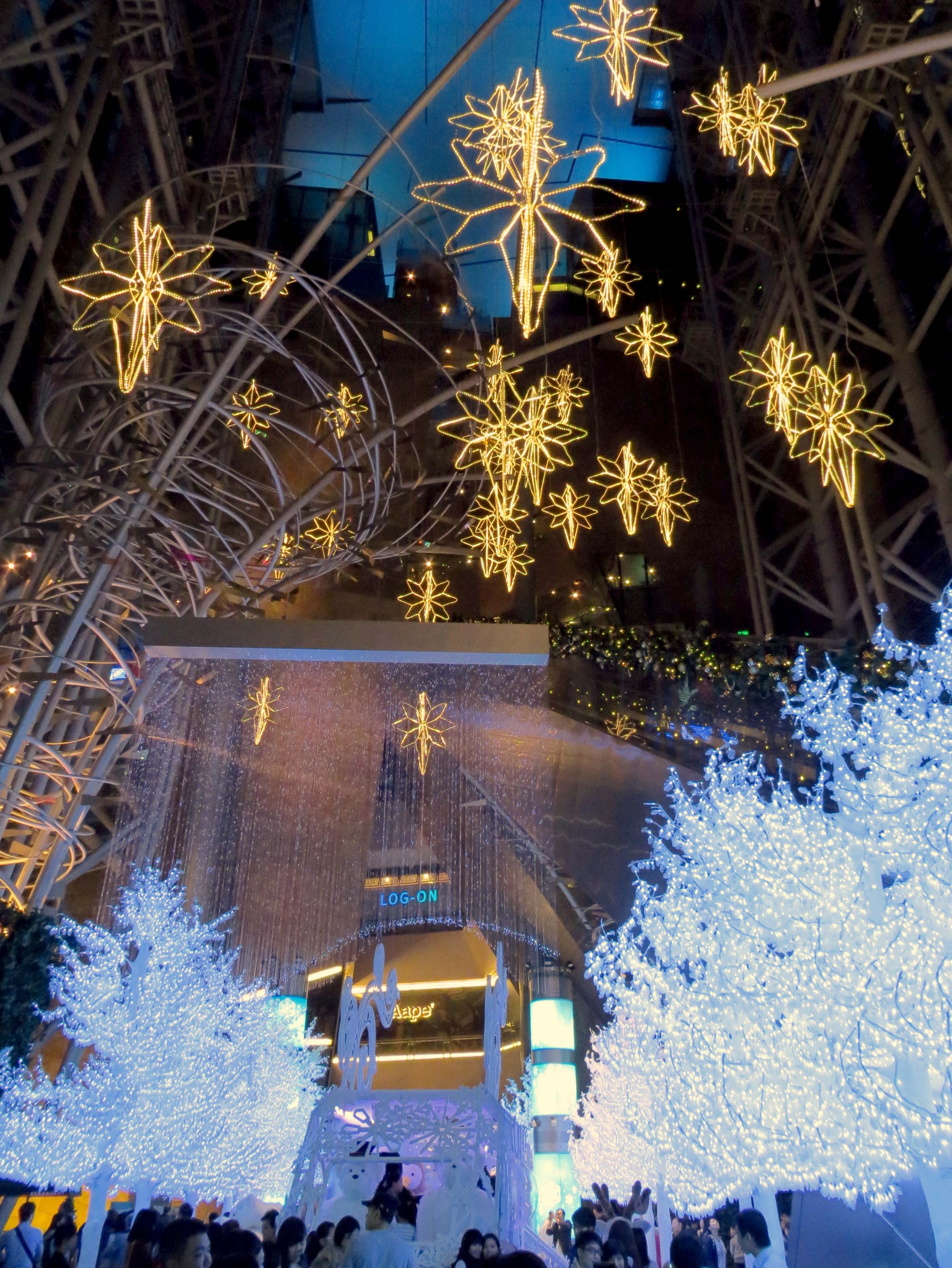
4樓通天廣場的2012年聖誕佈置「極光森林@朗豪坊」

朗豪坊已成為旺角地標式建築，一些本地電視台便以此作為拍攝題材，如無綫電視的電視劇《天幕下的戀人》和《女王辦公室》分別於2005年和2009年在本商場進行拍攝，並在翡翠台及高清翡翠台（現為無綫財經·資訊台）播出。而韓國著名的綜藝節目《Running Man》曾在2011年底到香港拍攝香港特輯，原定朗豪坊是其中一個拍攝景點，但因為粉絲過多（超過5,000人），因此驚動警方及妨礙工作人員拍攝，商場被逼強制清場，該節目而需要轉到鄰近的香港康得思酒店取景才能完成最終任務的拍攝。

## 重大事件

### 通天電梯急速滑落事故
2017年3月25日下午4時許，通天廣場一條連接4樓至8樓的扶手電梯正往上的途中突然倒後急速向下，閉路電視畫面顯示扶梯倒後向下達14秒，其中頭10秒是急速滑落，20多人堆疊在扶梯入口，造成18人受傷，其中1人因被人群壓在最底，頭皮被梯梳扯開一部份重傷。部分人需要用頭箍固定頭部，有6人需送院救治。事發後該通天扶手梯停用。初步調查顯示，扶手電梯的驅動鏈損壞，制動裝置未能生效。
3月26日凌晨，警方經調查後以涉嫌「妨礙司法公正」，拘捕2名電梯維修公司男技工，年齡分別22及52歲，初步懷疑兩人於意外後曾觸動扶手電梯的機件。2名被捕男子已獲准保釋候查。
事後調查報告顯示意外肇因為主驅動鏈因金屬疲勞斷裂，驅動鏈斷裂裝置未能偵測出主驅動鏈斷裂，所以未有啟動附加制動器去阻止自動梯再移動（向後滑）。報告並指上述部件應為耐用部件，工程人員如有按實務守則及維修指引應可觀察到是否有裂紋，相信當時有人無履行其法律責任及缺乏妥善與安全的維修。涉事扶手電梯承辦商奧的斯電梯公司兩名工程人員，因未有履行責任而被吊銷註冊六個月。

### 警察多次衝入商場拘捕市民

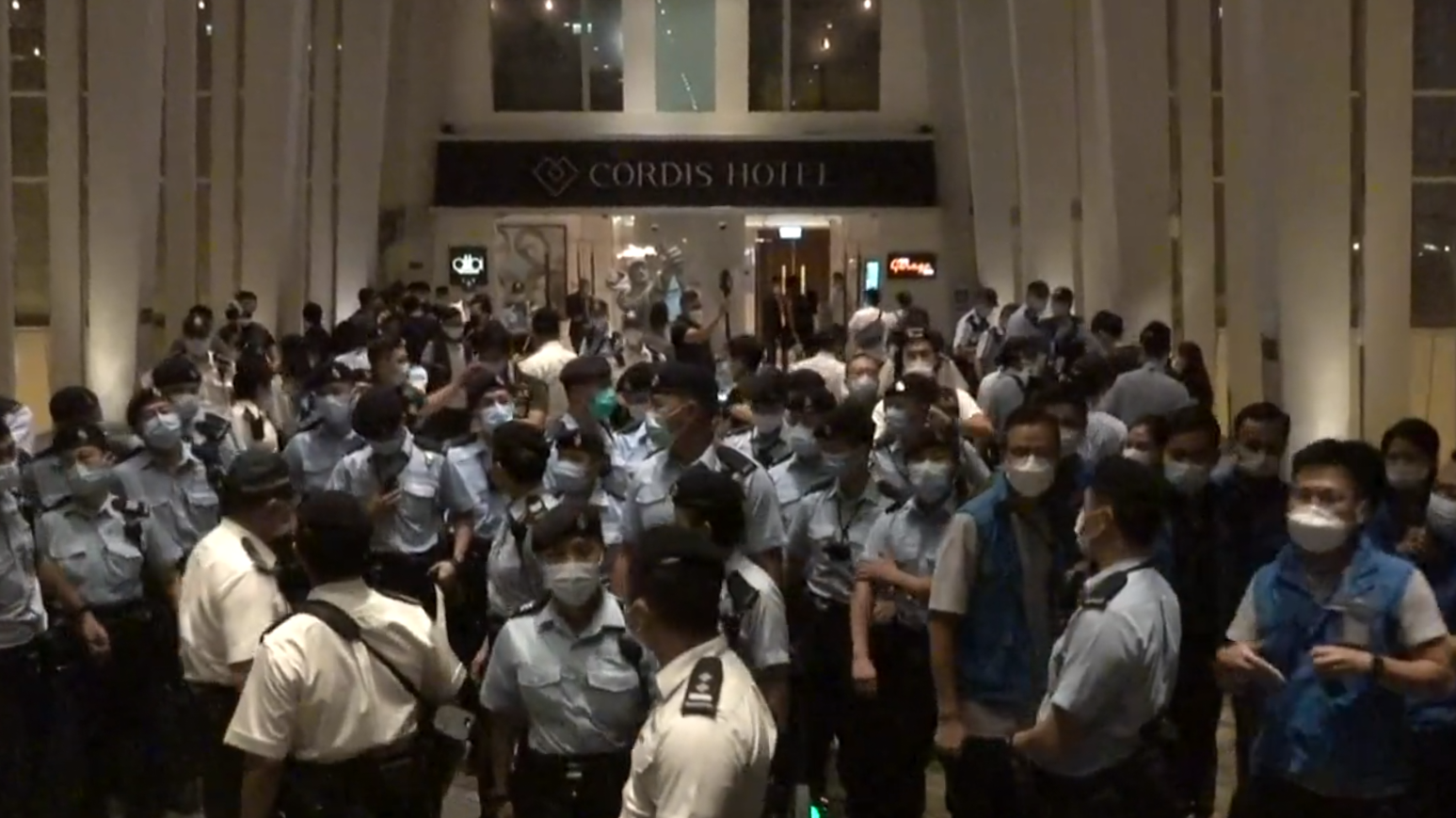
2021年6月12日晚上9時40分，警方稱有人在旺角朗豪坊商場叫囂，超過100名警員衝入商場4樓並包圍往香港康得思酒店的通道，截查通道內的途人並拘捕一名少年

2019年12月24日晚上7時許，「和你Christmas Shop」示威期間，有人在已經暫停營業的星巴克咖啡店內倒垃圾和用鎚子破壞店內櫥窗玻璃和貨架，其後噴上粗口字句。大批防暴警察衝入商場拘捕數名黑衣人，引起市民不滿指罵警員，警員向商場遊人噴胡椒噴劑，多人不適。而防暴警察離開時曾向在場人士舉槍。而商場保安指無報警。到12月26日，有市民在旺角朗豪坊商場內聚集，在美心旗下的八月花張貼文宣和在星巴克咖啡店坐下後，便衣警員制服一名男子。有人向警員投擲水樽。其後防暴警察到場，要求在場人士後退，之後撤離。而商場部分出入口關閉。
2020年8月11日下午近5時起，有市民發起在香港多個商場舉行「和你Sing示威」。晚上7時左右，大批軍裝和便衣警員進入朗豪坊商場，驅散聚集人群，警告違反最多2人的限聚令。到7時14分，有巿民高叫五大訴求口號，警方不斷廣播呼籲聚集人群在公眾地方保持社交距離，而1樓有8名男女被截查。10分鐘後，大批警員再次進入朗豪坊，廣播呼籲商場內市民保持1.5米距離，並將1樓至3樓範圍的逗留人士離開商場。7時48分，警方將所有記者趕離朗豪坊，並突然推進至雅蘭中心外。傳媒聯絡隊稱只有記協有登記人士才是記者。
2020年8月30日下午近5時起，有市民在朗豪坊高叫反修例口號，毋忘去年8月31日太子站襲擊事件。一名男子對參與人士感到不滿，一度沒有戴上口罩，其後由保安和便衣警員帶離商場。到傍晚6時，近100名軍裝警員由旺角綜合大樓天橋進入商場2樓至4樓進行清場，共票控15人涉嫌違反限聚令。
2021年6月12日為金鐘衝突兩周年，晚上9時40分，警方稱有人在旺角朗豪坊商場叫囂，超過100名警員衝入商場4樓並包圍往香港康得思酒店的通道，截查通道內的途人並拘捕一名少年，涉嫌公眾地方行為不檢。大批警員其後又驅趕商場內的遊人離開，不可逗留。警員在晚上10時離開商場。

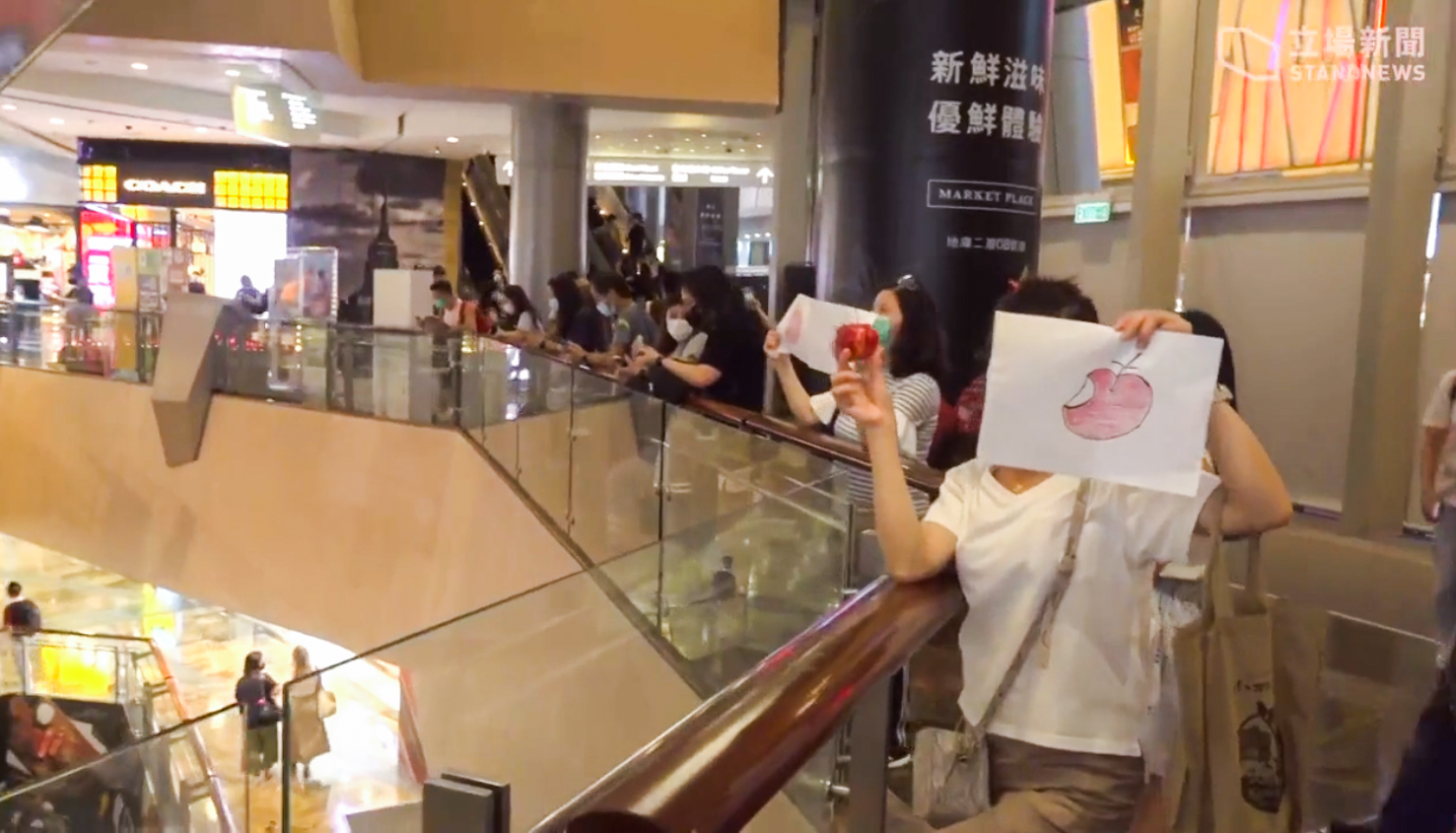
8月11日，市民在朗豪坊商場地下示威
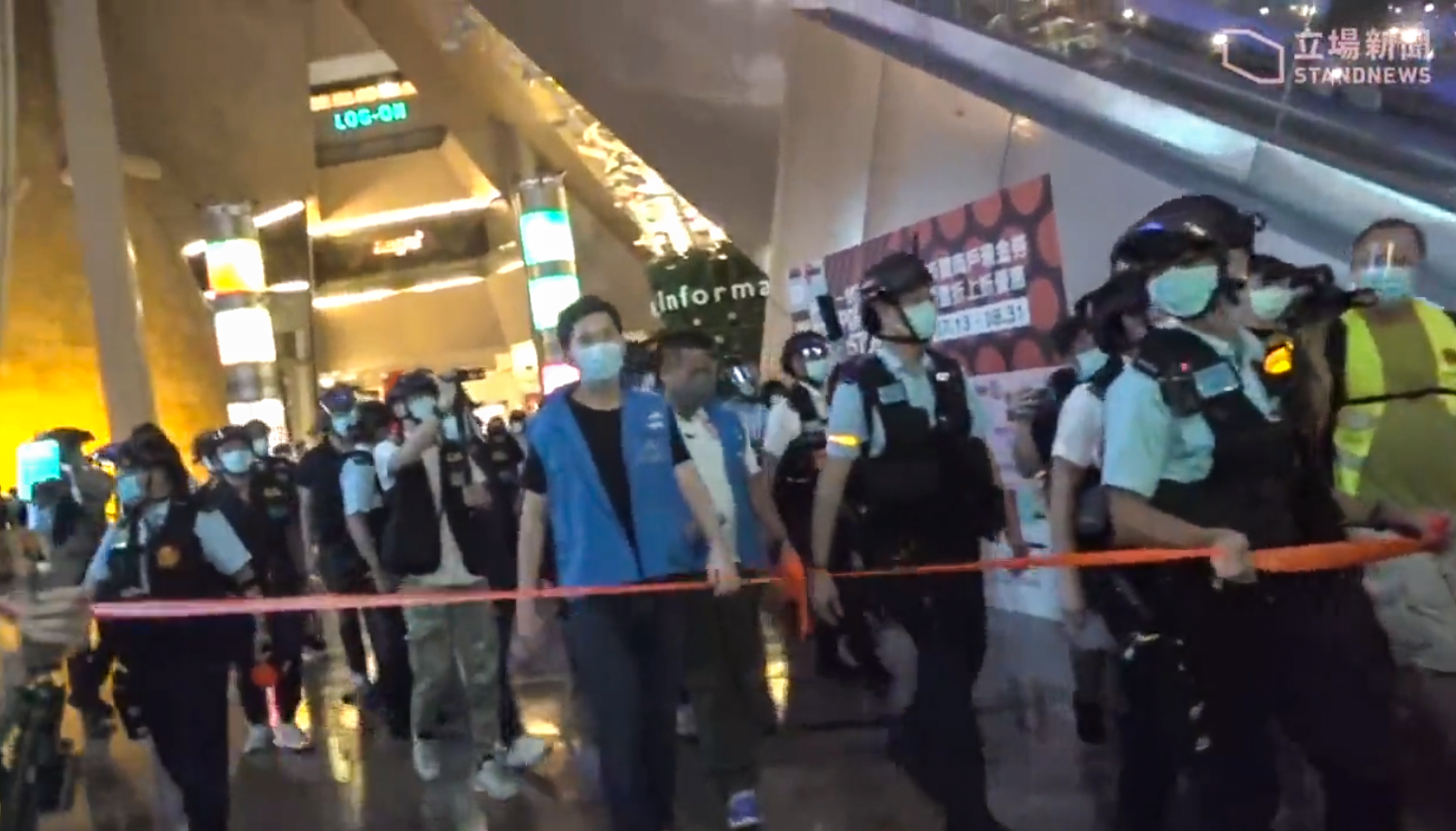
大批警員在朗豪坊4樓進行清場（8月11日）
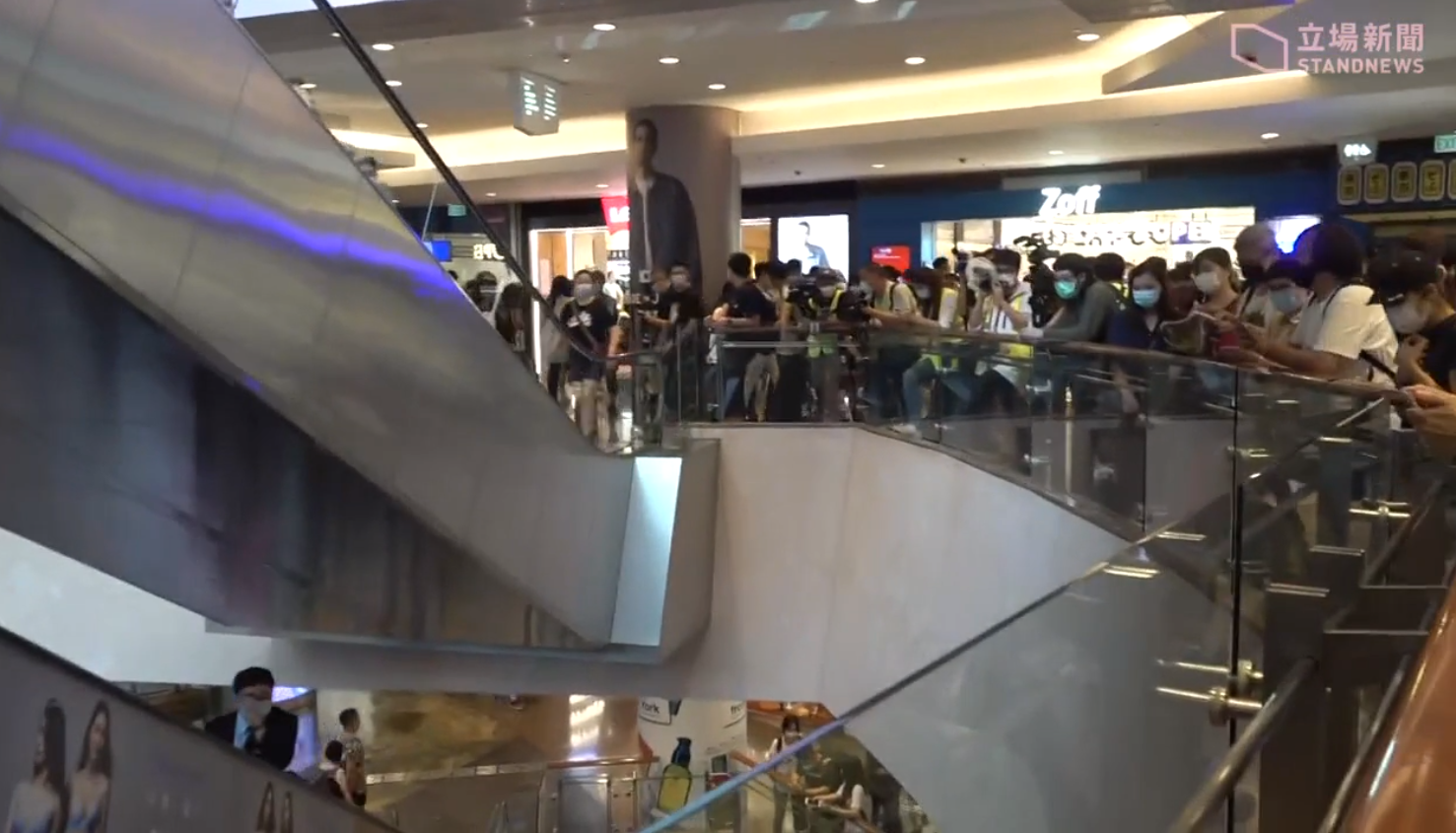
8月30日，有市民在朗豪坊高叫反修例口號
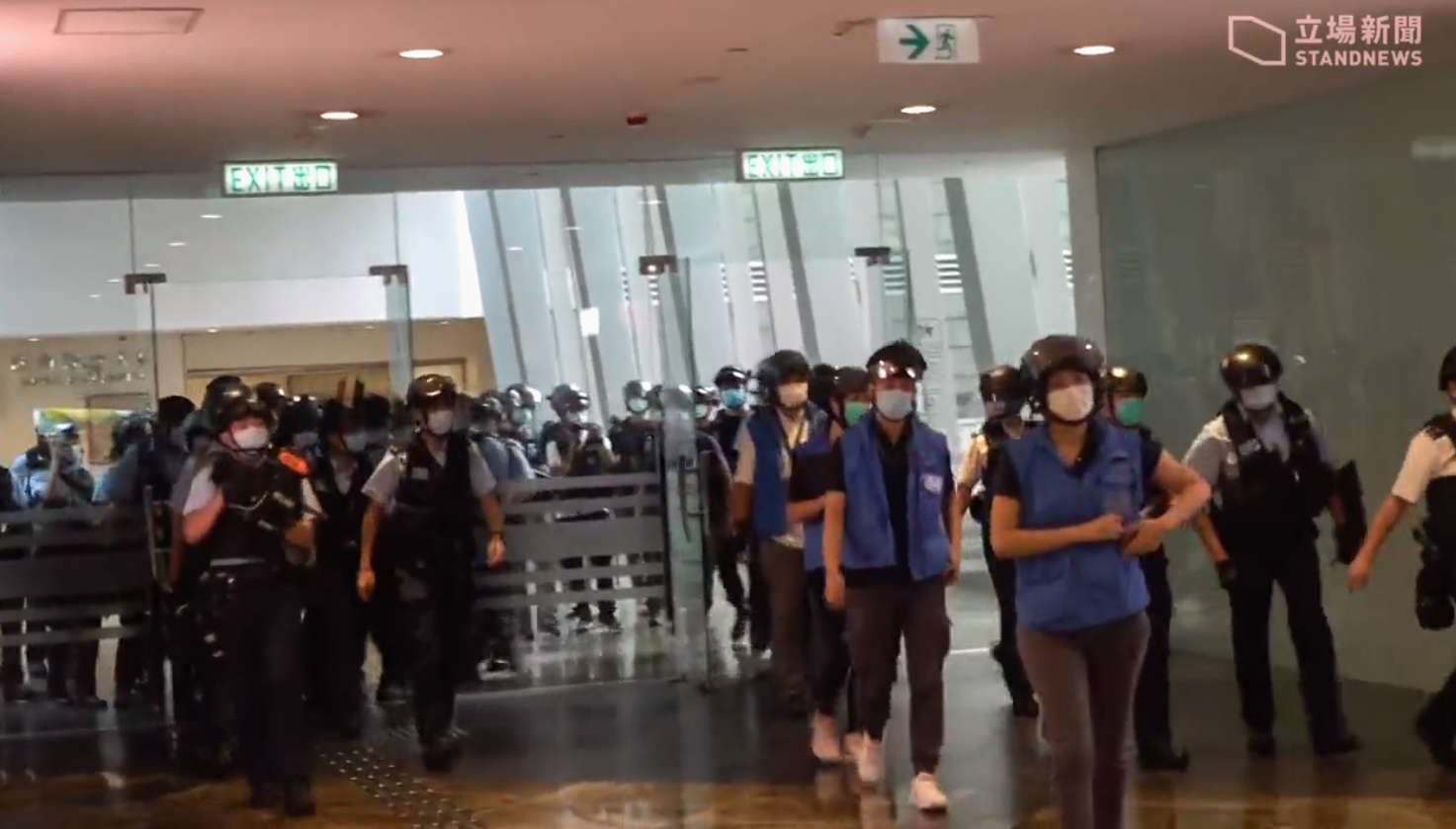
8月30日傍晚6時，近100名軍裝警員由旺角綜合大樓天橋進入商場進行清場
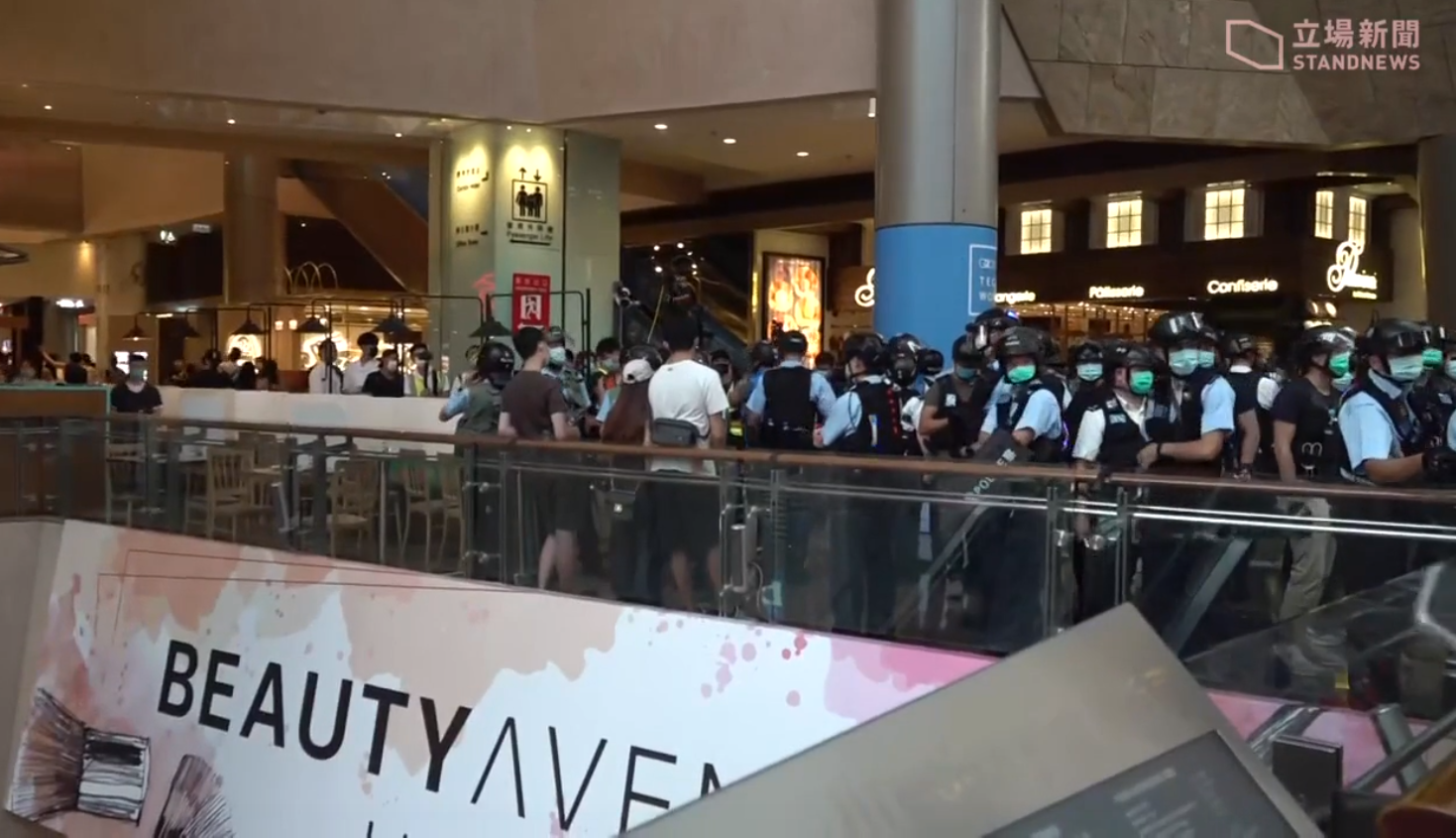
8月30日，3人在4樓通天廣場被票控違反限聚令
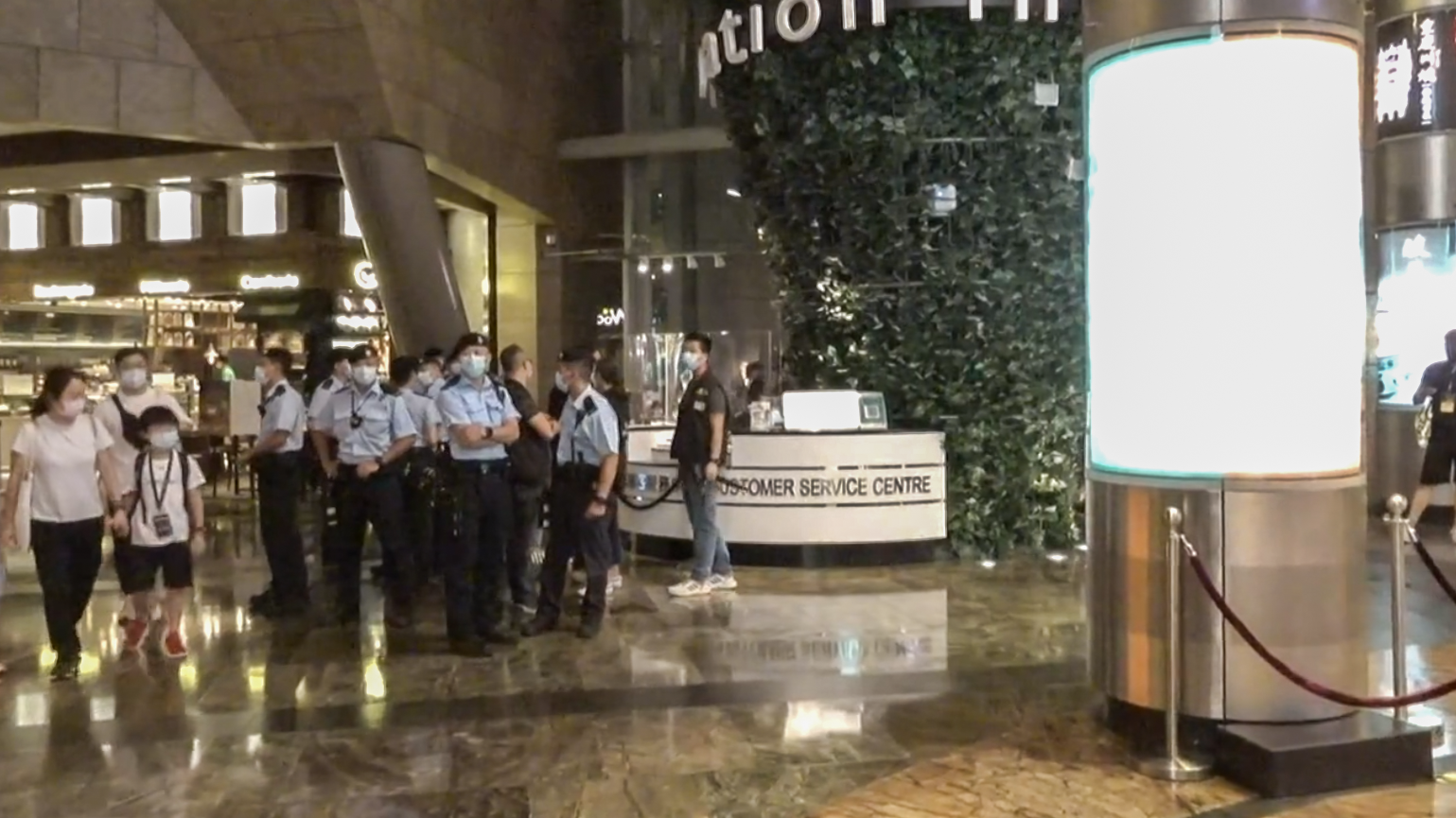
2021年6月12日，警員在通天廣場戒備

### 墮樓自殺事件
- 2007年12月5日，一名29歲姓羅男子，疑不堪失業及經濟問題困擾，在中午時分於商場12樓躍下，飛墮四樓的茶座，倒臥血泊中，數百遊人被恐怖場面嚇至魂飛魄散走避，場面一度混亂。事主因四肢骨折重傷，送院搶救六小時後不治。[23]
- 2013年5月9日，一名36歲姓李男子在晚上9時許走到商場12樓，突然跨越四呎高欄河一躍而下，身體撞斷扶手梯一小段欄杆，再直墮七樓一間鞋店門外，重傷奄奄一息，事發時商場內幸無太多遊人。救護員接報趕抵將李送院，惜搶救不治。[24]
- 2022年1月8日，一名69歲姓馮女子在下午2時許從商場12樓跨欄躍下，並壓毀9樓欄杆再反彈落8樓，結果導致玻璃欄河粉碎，而鐵框亦被壓毀拗曲，救護人員到場後證實當場死亡。[25]
- 2023年7月8日，一名45歲姓唐，無業的男子在下午1時許從商場13樓跨欄躍下，並壓毀8樓平台再反彈落4樓中庭位置，當時正舉辦一個盧瀚霆慈善應援展活動。救護員接報趕抵將唐送院，惜搶救不治，盧瀚霆慈善應援展活動因為發生墮樓案後暫停開放，直至另行通知。[26]同年10月24日，一名40多歲有情緒病紀錄的男子在商場12樓爬出圍欄。救援人員接報後發現他危坐圍欄外，並展開游說。保安員一度封鎖商埸7樓以上的樓層，約1小時後男事主被勸服返回安全位置，由救護車送院。[27]

## 參看
- 香港康得思酒店
- 旺角綜合大樓

發展公司／機構
- 鷹君集團
- 市區重建局

## 外部連結
- 朗豪坊官方網站 （页面存档备份，存于）

22°19′07″N 114°10′07″E / 22.31862°N 114.16857°E